# Anthony Ashley Cooper, 3. Earl of Shaftesbury

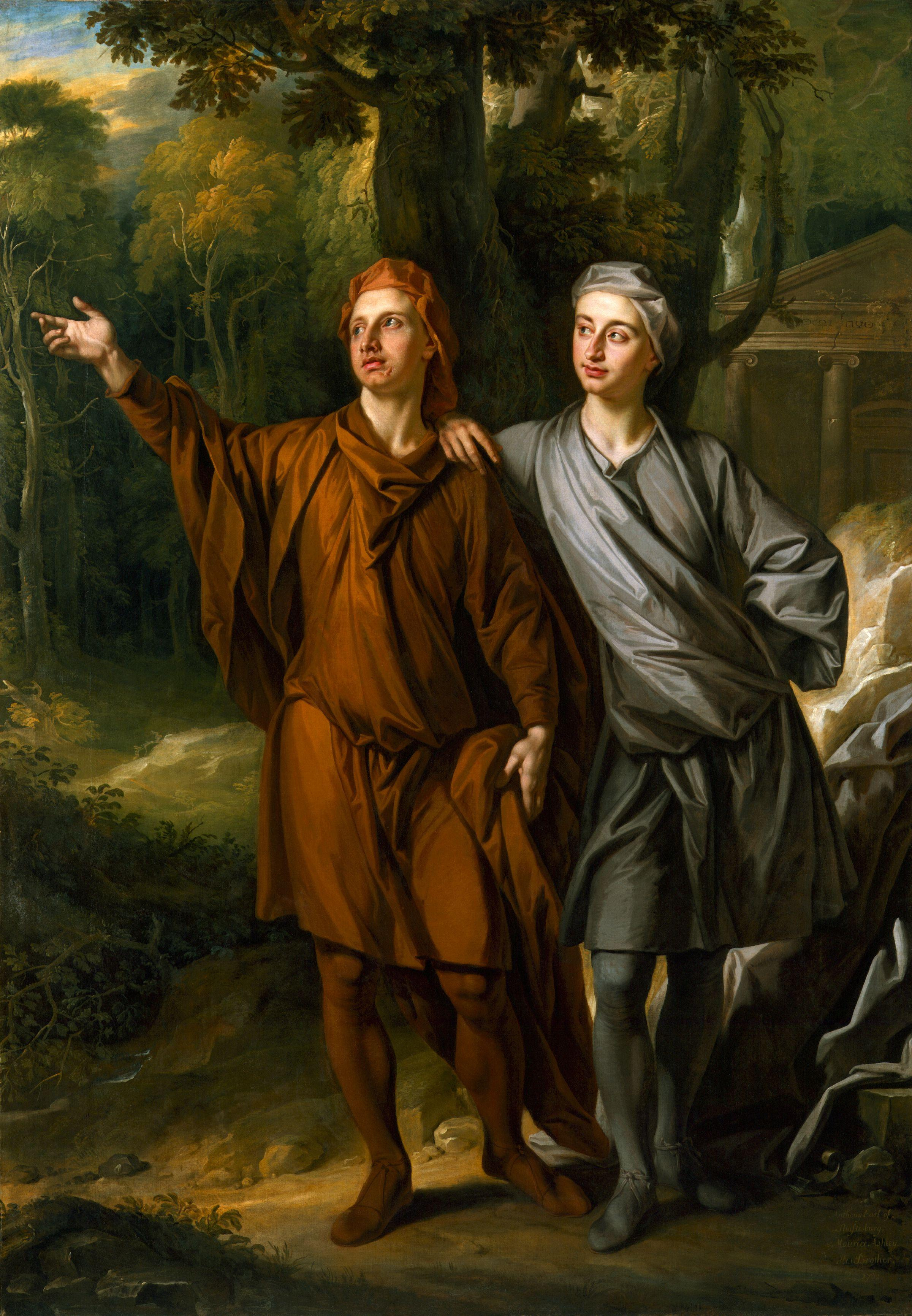
Shaftesbury (rechts) mit seinem jüngeren Bruder Maurice. Ölgemälde von John Closterman, um 1700/1701, in der National Portrait Gallery, London

Anthony Ashley Cooper [ˈæʃlɪ ˈkuːpə], 3. Earl of Shaftesbury [ˈʃɑːftsbərɪ] (auch Ashley-Cooper, kurz Shaftesbury; * 16. Februarjul. / 26. Februar 1671greg. in London; † 4. Februarjul. / 15. Februar 1713greg. in Chiaia, Neapel), war ein englischer Philosoph, Schriftsteller, Politiker, Kunstkritiker und Literaturtheoretiker. Er gilt als einer der bedeutendsten Wortführer der frühen Aufklärung.
Der gleichnamige Großvater des Philosophen, der erste Earl of Shaftesbury, gehörte als Peer dem englischen Hochadel an. Unter der Leitung des Aufklärers John Locke erhielt der künftige dritte Earl eine gründliche Bildung, die er in den Jahren 1687 bis 1689 auf einer Reise durch mehrere europäische Länder vertiefte. Von 1695 bis 1698 gehörte er dem Unterhaus an. Beim Tod seines Vaters im November 1699 erbte er dessen Adelstitel und die Mitgliedschaft im Oberhaus. Damit begann für ihn eine neue Phase politischer Aktivität, die bis 1702 dauerte. In der Folgezeit konzentrierte er sich auf seine umfangreiche schriftstellerische Tätigkeit. Als sich sein Gesundheitszustand verschlechterte, suchte er 1711 Erholung in Italien. Seine letzten fünfzehn Lebensmonate verbrachte er in Neapel.
Als Politiker setzte sich Shaftesbury für liberale Anliegen ein. Er kämpfte für die Ziele der Whigs, einer parlamentarischen Gruppierung, die für den Vorrang des Parlaments in der Staatsordnung eintrat. Als Schriftsteller warb er für das Lebensideal eines aufgeklärten, integren, kultivierten und kunstverständigen Gentleman.
Auf philosophischem Gebiet galt Shaftesburys Interesse den Grundlagen und Prinzipien der Ethik und der Ästhetik. Mit seinem 1711 publizierten Hauptwerk, den Characteristicks of Men, Manners, Opinions, Times (Merkmale der Menschen, Sitten, Meinungen, Zeiten) schuf er eine Gesamtdarstellung seines humanistisch geprägten Welt- und Menschenbildes, die er bis zu seinem Tod überarbeitete.
Ein Kernelement von Shaftesburys Gedankengut ist seine Kritik an der herkömmlichen religiösen Praxis. Er verwarf den Anspruch des Priestertums, eine von Gott mitgeteilte Wahrheit zu kennen und mit der verbindlichen Auslegung dieser Offenbarung betraut zu sein. Als Abwehrmittel gegen religiösen Fanatismus empfahl er den Humor. In seine Ablehnung der christlichen Dogmatik bezog er alle Lehren ein, die er für unethisch und vernunftwidrig hielt, vor allem die biblische Vorstellung von Lohn und Strafe im Jenseits. Dem Offenbarungsglauben setzte er sein Konzept einer „natürlichen“ Religion entgegen, das er aus der Reflexion über die Natur ableitete. Nach seinem Verständnis begründet die Religion nicht die Moral, sondern setzt sie als Naturgegebenheit voraus und orientiert sich an ihr. Die Grundlage dafür bildete Shaftesburys Fundierung der Ethik im moral sense, einem autonomen moralischen Sinn, dessen Existenz er postulierte. Dieser Sinn sei im Menschen ebenso wie die ästhetische Erfahrung von Natur aus angelegt und ermögliche eine harmonische Entfaltung des Individuums und der sozialen Gemeinschaft.
Mit der Theorie der naturgemäßen Veranlagung wollte Shaftesbury Ethik und Ästhetik auf eine gemeinsame Wurzel zurückführen und in einer vorgegebenen Weltordnung verankern. Moralisches Streben und Schönheitsdrang hielt er für untrennbare Merkmale des Menschen. Eingehend untersuchte er die Voraussetzungen und Grundlagen bedeutender schöpferischer Leistungen in der bildenden Kunst. Für die Malerei formulierte er detaillierte Qualitätskriterien, für die Dichtung und Schriftstellerei beschrieb er die Anforderungen, die ein Autor an sich zu stellen habe.
Shaftesburys Lebensideal, sein optimistisches Menschenbild und sein Schönheitskult wurden in der Epoche der Aufklärung für eine breite Leserschaft wegweisend. Seine Ideen inspirierten zahlreiche Denker und Schriftsteller. Allerdings stieß seine Philosophie auch auf heftigen Widerspruch, vor allem in konservativen christlichen Kreisen. Ein entschiedener Gegner war der Sozialtheoretiker Bernard Mandeville, der das traditionelle moralische Leitbild verwarf und ein alternatives Gesellschaftsmodell vorlegte.

## Leben

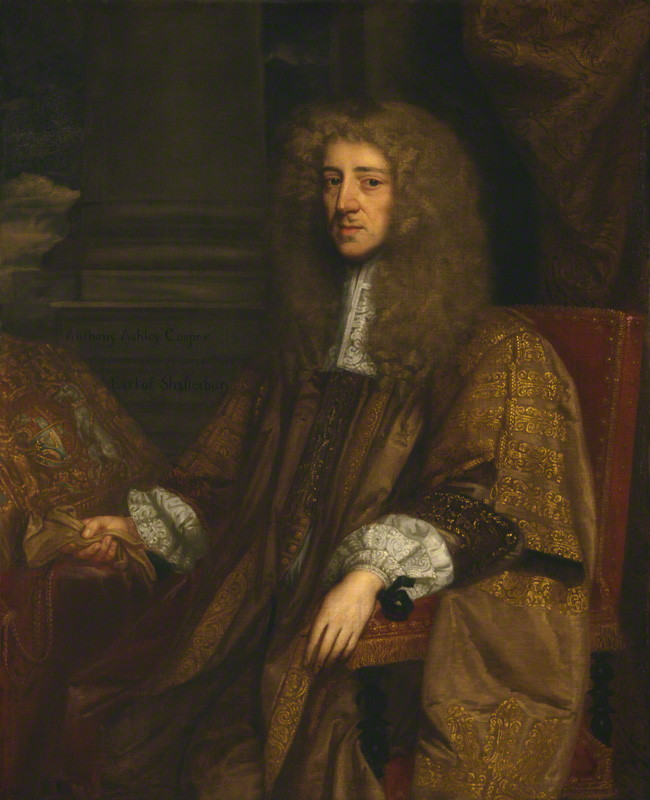
Anthony Ashley Cooper, 1. Earl of Shaftesbury, Großvater des Philosophen. Kopie eines um 1672/73 entstandenen Ölgemäldes von John Greenhill in der National Portrait Gallery, London

### Herkunft und frühe Jugend (1671–1686)
Der Großvater des Philosophen war der Staatsmann Anthony Ashley Cooper (1621–1683), der von König Karl II. 1672 den für ihn neu geschaffenen erblichen Adelstitel Earl of Shaftesbury erhielt und zum Lordkanzler erhoben wurde. Er hatte in der republikanischen Zeit unter Oliver Cromwell dem Staatsrat angehört, aber nach Cromwells Tod an der Wiederherstellung der Monarchie mitgewirkt. Im Jahr 1673 fiel er in Ungnade und wurde aus dem Amt des Lordkanzlers entlassen. In der Folgezeit profilierte sich der Earl als Wortführer der liberalen Opposition und Verteidiger der Parlamentsrechte gegen die absolutistischen Bestrebungen Karls II. Schließlich musste er 1682 nach Holland fliehen. Sein Sohn und Nachfolger, der gleichnamige zweite Earl (1651–1699), war kränklich und lebte zurückgezogen. Er heiratete 1669 Lady Dorothy Manners († 1698), deren Vater, der Politiker John Manners, seit 1641 der achte Earl of Rutland war. Der Philosoph war das erste Kind aus dieser Ehe. Er wurde im Exeter House, dem Londoner Wohnsitz der Familie, am 26. Februar 1671 geboren. Am 7. März wurde er getauft.
Der Großvater, der von seinem Sohn enttäuscht war, übernahm im März 1674 formell das Sorgerecht für den Enkel. Er ordnete an, dass das Kind dem Philosophen John Locke anvertraut wurde, der zu den namhaftesten Denkern der frühen Aufklärungszeit zählte. Locke, ein Freund des Staatsmanns, überwachte die Schulbildung des künftigen dritten Earls. Schon mit elf Jahren beherrschte der Junge Latein und Altgriechisch. Seine Erziehung war von Lockes liberalen Grundsätzen geprägt. Der junge Anthony wurde im Geist der damals entstehenden Whig-Bewegung erzogen, deren Grundhaltung er immer treu blieb. Ein zentrales Element des whiggism war die Gegnerschaft zu unkontrollierter Machtausübung. Diese Überzeugung äußerte sich im Kampf gegen absolutistische Bestrebungen der Herrscher und gegen das monarchische Prinzip des Katholizismus.

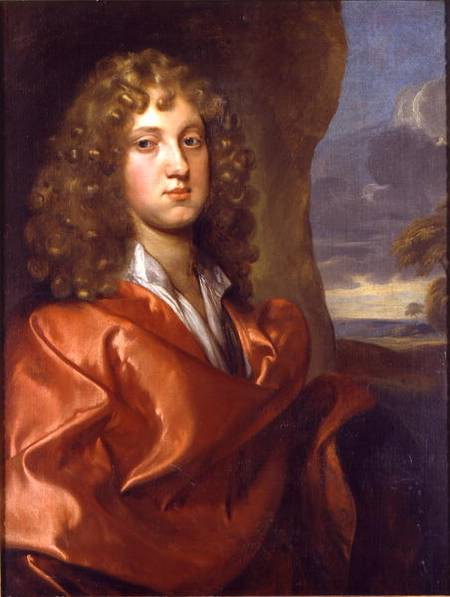
Anthony Ashley Cooper, 2. Earl of Shaftesbury, Vater des Philosophen. Kopie eines Gemäldes von Peter Lely, 1678/79, in der National Portrait Gallery, London

Nach dem Tod seines Großvaters im Januar 1683 kam der junge Anthony wieder unter die elterliche Sorge seines Vaters, der den Earlstitel des Verstorbenen übernahm. Die Eltern schickten ihn nach Winchester, wo er von November 1683 bis 1685/86 im Winchester College unterrichtet wurde. Die dortigen Verhältnisse entsprachen jedoch keineswegs seinen Neigungen. Ihm missfiel die Atmosphäre der Schule wegen der verbreiteten Trunksucht und weil dort die konservative, monarchistische und autoritäre Einstellung der Tories vorherrschte, die seiner Whig-Gesinnung entgegengesetzt war. Im Winchester College wurde ihm seine Abstammung verübelt, denn sein liberaler Großvater war dort verhasst. Da er deswegen einem Mobbing ausgesetzt war, bat er seinen Vater, das College verlassen zu dürfen. In dieser Zeit verfestigte sich seine lebenslange Abneigung gegen das herkömmliche Schulwesen.

### Bildungsreise (1687–1689)
Im Sommer 1687 brach Shaftesbury zu seiner Grand Tour auf, der für junge Männer der britischen Oberschicht üblichen Bildungsreise durch mehrere kontinentaleuropäische Länder. Die Tour bildete damals den Abschluss des Erziehungsprogramms; sie diente der Erweiterung des Horizonts, der Verfeinerung der Sitten und der Anknüpfung internationaler Kontakte. In Holland traf Shaftesbury John Locke wieder, der seit 1683 in Rotterdam im Exil lebte, und wurde in dessen liberalen Freundeskreis eingeführt. Acht Monate hielt er sich in Paris auf, dann fast ein Jahr lang in Italien. Ein wichtiges Ziel war die Besichtigung kultureller Schauplätze und bedeutender Kunstwerke. Zugleich bot sich Gelegenheit, die politischen Verhältnisse kennenzulernen. Die Rückfahrt führte über Wien, Prag, Dresden, Berlin und Hamburg. Shaftesburys Aufzeichnungen zu den Reiseerlebnissen zeigen seine von den Prinzipien der Whigs geprägte Gesinnung: Misstrauen gegenüber den Königshöfen, scharfe Ablehnung des Katholizismus und des Klerus sowie Frontstellung gegen die expansive Politik König Ludwigs XIV. von Frankreich, der nach der Einschätzung des jungen Engländers mit „Anmaßungen und Verrat“ ganz Europa unterwerfen wollte. Mit tiefer Befriedigung kommentierte Shaftesbury in einem Brief an seinen Vater den Umsturz in seiner Heimat, die Glorious Revolution von 1688, die zur Vertreibung König Jakobs II., eines frankreichfreundlichen Katholiken, führte. Der neue König, Wilhelm III., war Protestant und dezidierter Gegner Ludwigs XIV.

### Familiäre und administrative Belastungen (1689–1695)
Nach der Heimkehr im Frühjahr 1689 setzte Shaftesbury seine privaten Studien fort und pflegte ein weites Netz von Kontakten und Freundschaften mit ähnlich Gesinnten. Viel Aufmerksamkeit erforderten familiäre Probleme und Konflikte. Da sein Vater chronisch krank war und auch seine Mutter schwer erkrankte, musste er für seine sechs jüngeren Geschwister Verantwortung übernehmen.
In dieser Zeit wurde Shaftesbury auch von einer Aufgabe in Anspruch genommen, die schon sein Großvater wahrgenommen hatte: Er war Lord Proprietor der englischen Kolonie Carolina in Nordamerika und der Bahamas, hatte also die Aufsicht über die dortige Verwaltung und war auch für die Verteidigung zuständig. Seine Briefe zeigen, dass er die nach Carolina ausgewanderten Hugenotten unterstützte und die Misshandlung der indigenen Bevölkerung einzudämmen versuchte. Aus der Ferne hatte er sich mit gravierenden Übelständen in der Kolonie auseinanderzusetzen. Seine Korrespondenz lässt seine Verbitterung angesichts der chaotischen Verhältnisse in Carolina erkennen.

### Aktivität im Unterhaus und Studienaufenthalt in den Niederlanden (1695–1699)
Nach langem Zögern entschloss sich Shaftesbury zum Eintritt in die aktive Politik. Als Vierundzwanzigjähriger kandidierte er im Mai 1695 erfolgreich bei einer Unterhausnachwahl im Wahlkreis Poole. Er betrachtete sich zwar als Whig, betonte aber seine Unabhängigkeit und folgte keiner Parteidisziplin. Seine bedeutendste Leistung im Parlament war ein Beitrag zum Schutz von Bürgerrechten: Er setzte sich für ein Gesetz ein, das den Anspruch von Untersuchungshäftlingen, die des Landesverrats beschuldigt wurden, auf anwaltlichen Beistand sicherte. Die Annahme des Gesetzesvorschlags, der Treason Bill, im Januar 1696 wurde unter anderem auf Shaftesburys Engagement zurückgeführt. Ein weiteres Anliegen des jungen Abgeordneten war der Verzicht auf ein stehendes Heer in Friedenszeiten. Wegen einer Verschlechterung seines Gesundheitszustands – er litt an Asthma – war er jedoch außerstande, bei der Neuwahl 1698 wiederum zu kandidieren.
Nach der Auflösung des Unterhauses zog sich Shaftesbury im Juli 1698 für neun Monate nach Rotterdam zurück. Dort verkehrte er in einem Gelehrtenkreis, dem Pierre Bayle, Jean Le Clerc, Pierre des Maizeaux und Benjamin Furly angehörten.

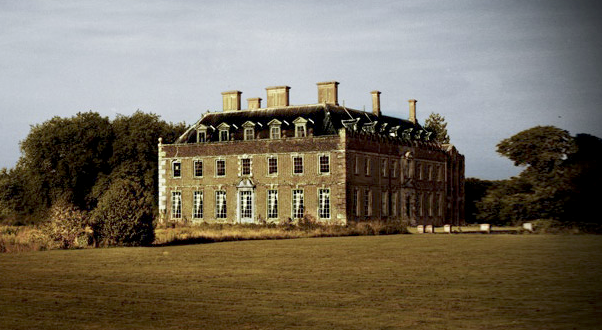
St Giles House, der 1651 erbaute Sitz der Familie Ashley in der Ortschaft Wimborne St Giles (Dorset). Dort erlebte der Philosoph den Tod seines Vaters.

### Einflussnahme im Oberhaus (1699–1702)
Als sein Vater im November 1699 starb, erbte der junge Anthony Ashley Cooper den Titel Earl of Shaftesbury und damit den Rang eines Peer, der mit einem Sitz im Oberhaus, dem House of Lords, verbunden war. Das Oberhaus war damals der bedeutendere der beiden Teile des Parlaments. Es repräsentierte den Hochadel und verfügte über mehr Macht als das aus gewählten Abgeordneten bestehende Unterhaus, das House of Commons. Ab Januar 1700 beteiligte sich der neue Earl eifrig an den Beratungen der Lords. Das Hauptthema der englischen Politik war damals die Frage, wie auf das als gefährlich eingeschätzte Expansionsstreben Frankreichs unter Ludwig XIV. zu reagieren sei. Nach dem Tod des kinderlosen spanischen Königs Karl II. im November 1700 bot sich dem französischen Monarchen Gelegenheit, seinem Neffen Philipp V. die Krone Spaniens zu verschaffen und so in Europa eine große Machtverschiebung zugunsten seiner Familie, der Bourbonen, herbeizuführen. Dem widersetzte sich eine Allianz der dadurch bedrohten Staaten im Spanischen Erbfolgekrieg, der 1701 ausbrach. England war zwar an der Allianz beteiligt, doch die Tories waren im Gegensatz zu den Whigs tendenziell frankreichfreundlich und nicht von der Notwendigkeit des Krieges überzeugt. Shaftesbury gehörte zu den entschiedenen Verfechtern des militärischen Vorgehens der Alliierten zur Wiederherstellung des gefährdeten Mächtegleichgewichts. Auch innenpolitisch trat er für die Positionen der Whigs ein, die als Landpartei (country party) den Tories als Hofpartei (court party) gegenüberstanden. Im Wahlkampf zu den Unterhauswahlen im Dezember 1701 setzte er sich nachdrücklich für Kandidaten der Whigs ein. Sein Engagement beeindruckte König Wilhelm III., der ihm wohlgesinnt war und ihm ein Regierungsamt anbot, was Shaftesbury jedoch aus Gesundheitsgründen ablehnte. In dieser Zeit gehörte der Earl zu den Beratern des Königs; nach dem Wahlsieg der Whigs im Dezember 1701 stand er auf dem Höhepunkt seines politischen Einflusses.

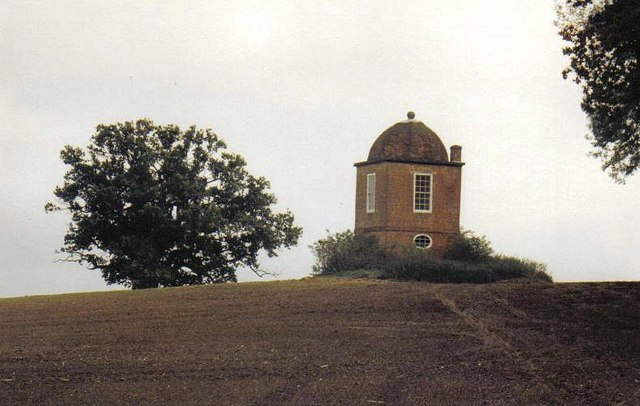
Der „Philosophenturm“, den Shaftesbury auf dem Familiengut in Wimborne St Giles errichten ließ. Dorthin soll er sich zu ungestörter Reflexion zurückgezogen haben.

Ein Umschwung trat ein, als nach Wilhelms Tod im Jahr 1702 Königin Anne die Regierung antrat. Die neue Herrscherin neigte den Tories zu und schätzte Shaftesbury nicht. Sie entzog ihm 1702 das Amt des Vice Admiral of Dorset, das er als Nachfolger seines Vaters innehatte, und verlieh es einem Tory. Dies war eine Kränkung, denn das Amt war zwar von geringer praktischer Bedeutung, wurde aber als Ehre geschätzt und normalerweise lebenslang ausgeübt. Unter diesen Umständen zog sich der Earl weitgehend aus der aktiven Politik zurück. Dazu bewog ihn außer dem ungünstigen politischen Klima auch sein Lungenleiden.

### Konzentration auf das schriftstellerische Lebenswerk (1703–1711)

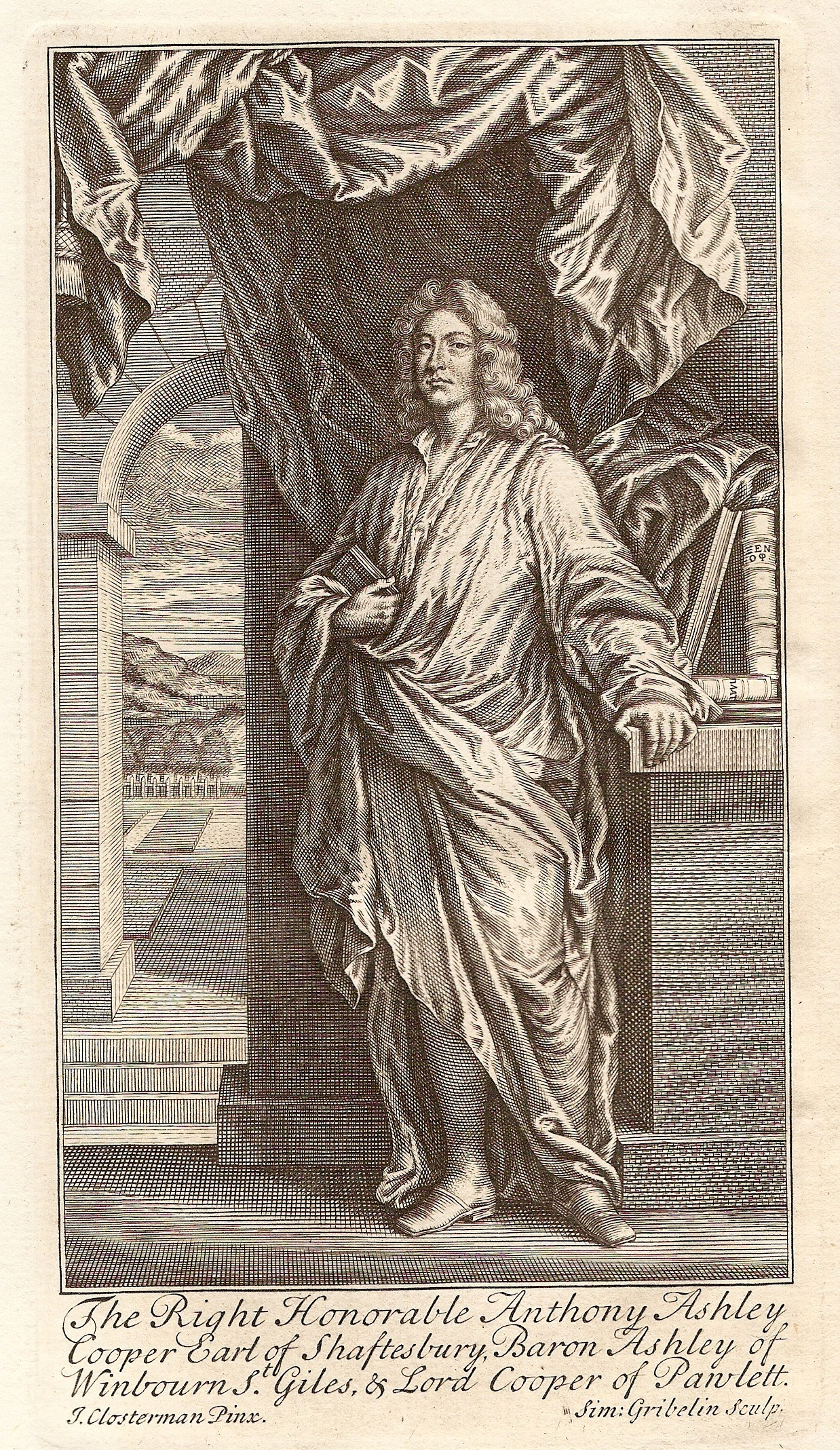
Porträt Shaftesburys. Kupferstich von Simon Gribelin nach einem Ölgemälde von John Closterman

Im August 1703 ging Shaftesbury wieder für ein Jahr nach Rotterdam. Die folgenden sieben Jahre verbrachte er wieder in England. Nun widmete er sich seinem schriftstellerischen Lebenswerk, um für seine philosophischen, politischen und kulturellen Ideen zu werben. Nach mehreren Einzelveröffentlichungen publizierte er 1711 seine gesammelten Werke unter dem Titel Characteristicks of Men, Manners, Opinions, Times. Wegen seiner Lungenschwäche litt er unter der schlechten Londoner Luft. Daher verbrachte er viel Zeit in seinem Haus in der Ortschaft Little Chelsea in der Nähe von Chelsea, das damals noch kein Teil der Hauptstadt war, und zog sich schließlich 1709 nach Reigate in der Grafschaft Surrey zurück.
Die Familiengründung zögerte der Earl lange hinaus. Wiederholt äußerte er seine Neigung, unverheiratet zu bleiben, um sich ungestört auf seine geistigen Interessen konzentrieren zu können. Ein Brief, den er 1705 an seinen Bruder Maurice richtete, deutet eine homoerotische Orientierung an. Dennoch entschloss er sich schließlich zur Ehe, da er es als Lord für seine Pflicht hielt, einen Sohn zu zeugen, der sein Erbe antreten würde. Am 29. August 1709 heiratete er Jane Ewer. Die Braut war als Tochter des Esquire Thomas Ewer von relativ bescheidenem sozialem Rang. Sie gebar ihm am 9. Februar 1711 seinen einzigen Sohn, den künftigen vierten Earl of Shaftesbury, der den väterlichen Namen erhielt.

### Ausklang in Italien, Tod und Begräbnis (1711–1713)
Als sich Shaftesburys Gesundheitszustand verschlechterte, suchte er Erholung im warmen Klima Italiens. Im Juli 1711 segelte er mit seiner Gattin in Dover ab. Er reiste über Paris, Turin, Florenz und Rom nach Neapel, wo er am 15. November eintraf. Dort wählte er den Palazzo Mirelli in dem am Meer gelegenen Stadtteil Chiaia mit Blick auf den Golf von Neapel als Wohnsitz.
Nachdem sich der Philosoph von den Strapazen der Reise erholt hatte, arbeitete er an einer Neuauflage der Characteristicks, die jedoch erst nach seinem Tod erschien. Außerdem bereitete er ein neues Werk vor, eine Sammlung von Essays zur Kunst und Ästhetik, für die der Titel Second Characters, or The Language of Forms (Zweite Charaktere oder Die Sprache der Formen) vorgesehen war. Diese Darstellung seiner Kunstphilosophie und Kunstkritik sollte die Schriften zur Ethik ergänzen. Das Vorhaben blieb jedoch unvollendet, er konnte vor seinem Tod nur zwei der vier geplanten Essays abschließen. Das neue Projekt war Ausdruck eines verstärkten Interesses des Philosophen an der bildenden Kunst. In dieser Zeit betätigte er sich auch als Kunstsammler.
Leidenschaftlich verfolgte Shaftesbury weiterhin den Verlauf des Spanischen Erbfolgekriegs, wobei ihn die Gefahr eines Auseinanderbrechens der antifranzösischen Allianz beunruhigte. Es kostete ihn Anstrengung, sich abzulenken und von der Fixierung auf die politischen und militärischen Vorgänge zu lösen. Den Frieden von Utrecht, der den Krieg im Frühjahr 1713 beendete, erlebte er nicht mehr.
Gegen Ende 1712 verschlechterte sich das Befinden des Lords, am 15. Februar 1713 starb er. Der Leichnam wurde nach England überführt und in der Kirche von Wimborne St Giles in Dorset, wo sich ein Familiensitz befand, beigesetzt.

## Werke
Das Œuvre des Schriftstellers besteht teils aus Werken, die er selbst veröffentlichte oder zur Drucklegung vorbereitete, teils aus Briefen, Entwürfen, Notizen und Anmerkungen, die nicht druckreif oder nicht zur Publikation bestimmt waren. Einem damals verbreiteten Brauch folgend ließ er seine Werke anonym drucken.

### Ausgabe von Predigten Benjamin Whichcotes
Shaftesburys erste Veröffentlichung, Select Sermons of Dr Whichcot, ist eine Zusammenstellung von zwölf ausgewählten Predigten des Cambridger Platonikers Benjamin Whichcote (1609–1683), die er 1698 anonym in einer von ihm selbst bearbeiteten Fassung herausgab und mit einem Vorwort versah. Bei dem ihm geistesverwandten Whichcote fand er Ideen, die seinen eigenen Überzeugungen entsprachen. Shaftesbury sah in dem Cambridger Denker einen Vorkämpfer der moralischen Selbstbestimmung des Menschen, die ihm ein zentrales Anliegen war. Wie er im Vorwort darlegte, wollte er für ein optimistisches Menschenbild werben, das er als Alternative sowohl zum moralischen Relativismus von Thomas Hobbes als auch zu der Sündhaftigkeitsvorstellung konservativer Theologen empfahl.

### An Inquiry concerning Virtue, or Merit
Das erste eigene Werk Shaftesburys ist An Inquiry concerning Virtue, or Merit (Eine Untersuchung über Tugend oder Verdienst). Diese Abhandlung ließ der Religionskritiker John Toland im November 1698 anonym drucken, angeblich ohne Genehmigung des Autors. Im Jahr 1711 erschien eine autorisierte Fassung. Mit der Inquiry legte der Philosoph die erste Grundlegung seiner Ethik vor. Er untersuchte die Affekte, die moralische Veranlagung und die Entstehung verwerflichen Handelns. Dabei kam es ihm darauf an, die Unabhängigkeit der Tugend von religiösen Geboten und die Eigenständigkeit einer überkonfessionellen, auf das objektiv Gute abzielenden Ethik aufzuzeigen. Die Inquiry ist Shaftesburys einzige systematisch aufgebaute Schrift. Später distanzierte er sich von dieser Art der Darstellung philosophischer Inhalte, da sich sein Denken methodisch dem System verweigerte.

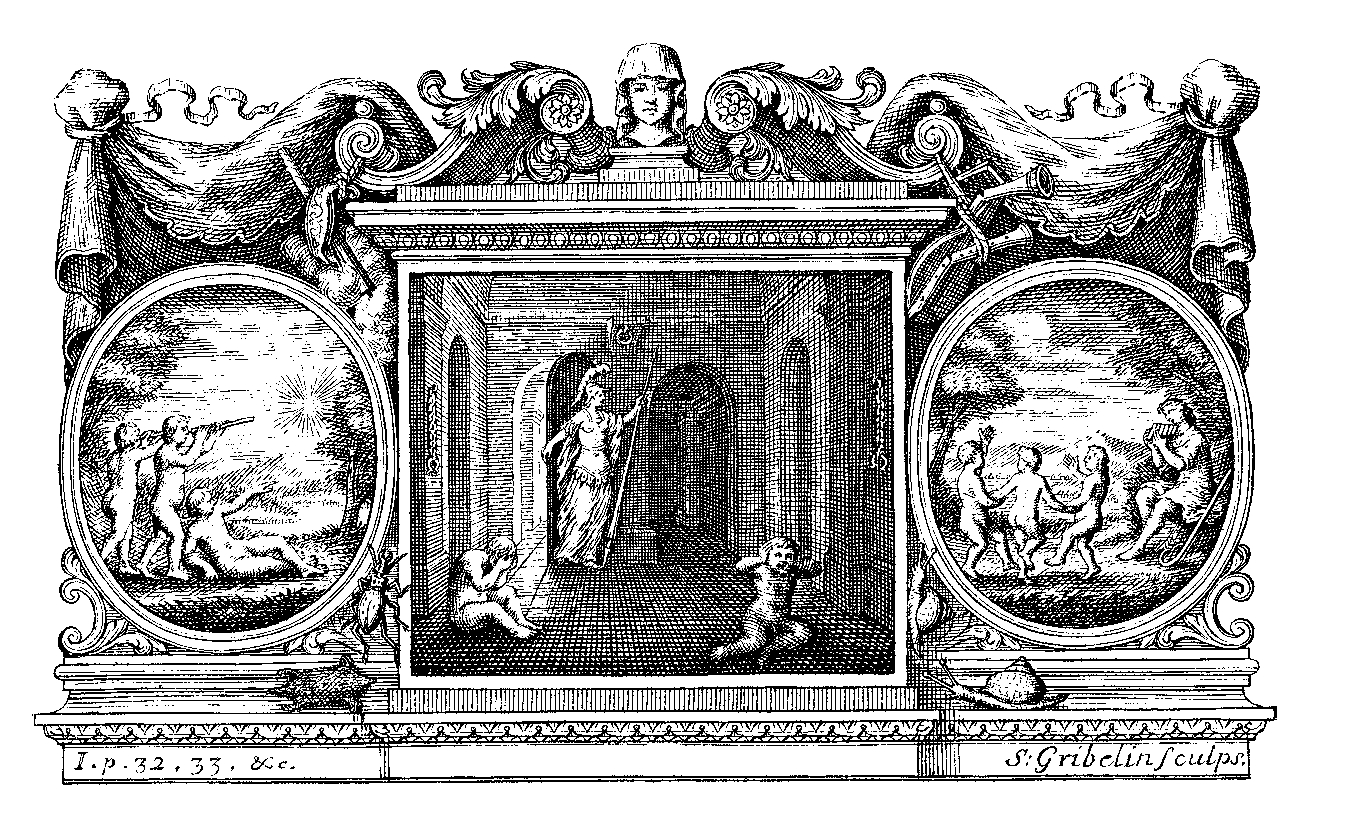
Ein nach Shaftesburys Anweisungen gestaltetes Emblem zum Brief über den Enthusiasmus. Symbolisch dargestellt sind die Auswirkungen schädlicher und zuträglicher Gesinnung. In der Mitte öffnet Pallas Athene als Personifikation der Weisheit die Tür zur Aufklärung, aber die zwei Knaben weigern sich hinzuschauen.

### A Letter concerning Enthusiasm
Der literarisch gestaltete Brief über den Enthusiasmus ist an John Somers, einen Freund und politischen Mitstreiter, gerichtet. Shaftesbury ließ das Werk 1708 drucken. Den Anlass zur Abfassung bot das Auftreten der „französischen Propheten“, einer Gruppe von hugenottischen Flüchtlingen aus Frankreich, die seit 1706 in London in Erscheinung traten. Die französischen Kamisarden, die der Verfolgung in ihrer Heimat entkommen waren, entfalteten im Exil eine von Begeisterung getragene und von ekstatischen Phänomenen begleitete Predigttätigkeit. Dieses Phänomen regte Shaftesbury dazu an, den Enthusiasmus zu untersuchen. Er gelangte zu einer differenzierenden Einschätzung. Einerseits nahm er die Überspanntheit und den Wissensanspruch religiöser Fanatiker aufs Korn, andererseits würdigte er die Begeisterungsfähigkeit als überaus wertvolle Veranlagung des Menschen. Aus aufklärerischer Sicht legte er dar, wie man einen konstruktiven, berechtigten Enthusiasmus von fanatischem Eifer unterscheiden könne: Das Abwegige lasse sich als lächerlich entlarven. Hilfreich sei eine humorvolle Betrachtungsweise. Heiterkeit sei der Gegenpol zur Melancholie der Verblendeten, die den Nährboden des Fanatismus bilde und sich durch das Erleben von Unterdrückung und Verfolgung noch verstärke.

### The Moralists
Im Jahr 1709 erschien das in Briefform gestaltete Werk The Moralists. Im Untertitel wird es als „philosophische Rhapsodie“ beschrieben. Die literarischen Hauptfiguren sind der ursprünglich skeptische Philokles, der Misanthrop Palemon und der enthusiastische Naturfreund Theokles. Philokles schreibt an Palemon; er erinnert ihn an eine Diskussion der beiden und berichtet dann von Gesprächen, die er mit Theokles führte und die ihm zu einem Wendepunkt wurden.
Den Hauptgegenstand der Reflexionen bildet eine zentrale Thematik des Autors: die Natur des Menschen und seine Rolle als soziales und ästhetisches Wesen in der von Ordnung, Schönheit und Zweckmäßigkeit bestimmten Welt, deren Einheit und Kohärenz erkannt werden muss, damit Ethik gelebt werden kann. Die Dialogform bringt mit sich, dass die Gedanken nicht lehrhaft und systematisch dargelegt werden, sondern im Gespräch hervortreten, wobei sich die unterschiedlichen Charaktere und Haltungen der Teilnehmer geltend machen. Damit soll die Dynamik einer gemeinsamen freimütigen Wahrheitsfindung veranschaulicht werden. Der Leser soll einen Eindruck davon erhalten, wie ein für ethische und ästhetische Werte aufgeschlossener Mensch Anregungen aufgreift, die ihm helfen, seinen Horizont zu erweitern. Es wird geschildert, wie es Theokles gelang, mit einer enthusiastischen Verherrlichung des Schönen und Guten in Philokles die Liebe zur Natur und zur Menschheit zu wecken. Dieser Enthusiasmus beweist seine Berechtigung dadurch, dass er sich im kritischen Diskurs gegenüber skeptischen Einwänden zu behaupten vermag. Allerdings wird die skeptische Position nicht widerlegt; sie bleibt, wie Philokles als Berichterstatter in seinem Brief feststellt, am Ende als Option intakt.

### Sensus Communis
Nachdem der Brief über den Enthusiasmus von konservativer christlicher Seite Widerspruch erfahren hatte, verteidigte und erläuterte der Autor seine Auffassung in dem programmatischen, als Brief an einen Freund gestalteten Essay Sensus Communis, den er 1709 publizierte. Dabei griff er im Titel einen antiken lateinischen Ausdruck auf und gab ihm eine spezielle Bedeutung. Der sensus communis – wörtlich gemeinsamer Sinn – ist bei Shaftesbury nicht der common sense, der „gesunde Menschenverstand“, auf den sich diejenigen berufen, die unreflektierte Mehrheitsmeinungen für per se richtig erklären. Gemeint ist vielmehr der Gemeinsinn: ein Sinn für das Gemeinwohl, für Gerechtigkeit, Solidarität und Humanität. Damit verbunden sind Taktgefühl (sense of manners) und Rücksichtnahme auf das jeweils Besondere von Umständen, Situationen und Personen. Diese Haltung zeigt sich in einer nicht verletzenden Ausdrucksweise. Der so aufgefasste Gemeinsinn wird in dem Essay als unausrottbarer Grundimpuls des Menschen dargestellt.

### Soliloquy
In der 1710 publizierten Abhandlung Soliloquy, or Advice to an Author (Selbstgespräch, oder Ratschlag an einen Autor) werden die Voraussetzungen ins Auge gefasst, die erfüllt sein müssen, damit eine beratende Schrift hilfreich sein kann. Den Ausgangspunkt bildet die Frage, was unter förderlicher Beratung zu verstehen ist und wer berechtigt ist, als Experte und Ratgeber aufzutreten. Jeder Autor tritt seinen Lesern in der Rolle des Klügeren und Belehrenden gegenüber, und oft wird damit implizit ein Machtanspruch erhoben und das Publikum manipuliert. Moralisch legitimiert ist aber nur ein uneigennütziger und unbefangener Autor, der sich dank kritischer Selbstprüfung selbst kennt, seine Affekte unter Kontrolle hat und damit ein klassisches Anliegen der Philosophie erfüllt. Diese Kompetenz erlangt man durch Selbsterkenntnis im Selbstgespräch. Eine solche Wendung nach innen dient nicht unnützer Spekulation, sondern verbessert den Verstand, befreit von Vorurteilen und fördert die Tugend.

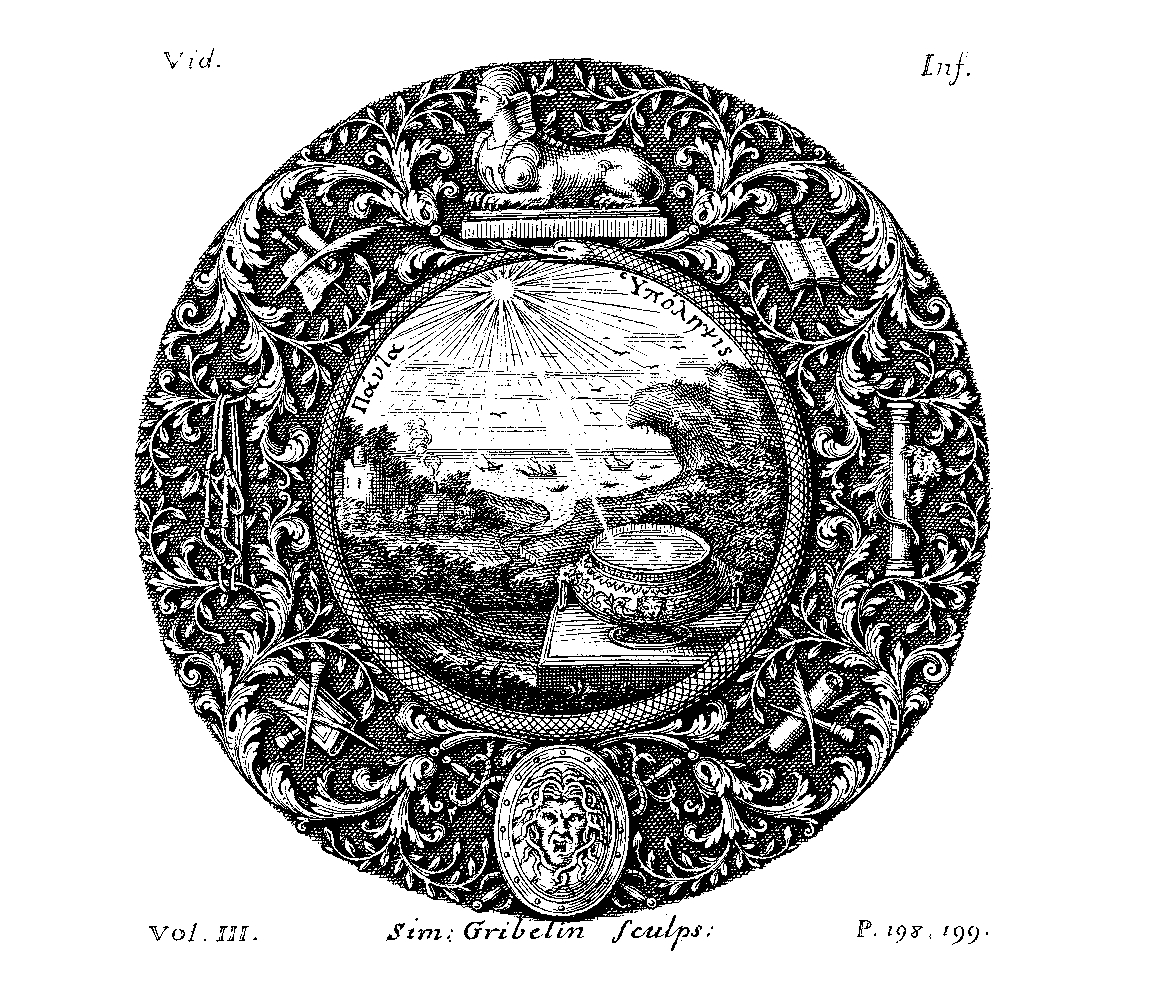
Das nach Shaftesburys Anweisungen gestaltete Emblem auf dem Titelblatt der Characteristicks of Men, Manners, Opinions, Times

### Characteristicks of Men, Manners, Opinions, Times
Um 1710 arbeitete Shaftesbury an dem Vorhaben, seine fünf seit 1699 veröffentlichten philosophischen Schriften mit ergänzenden Reflexionen und Kommentaren zu einer Gesamtdarstellung seiner Erkenntnisse und Überzeugungen zusammenzufügen. Dieses große Werk in drei umfangreichen Bänden erschien im Frühjahr 1711 unter dem Titel Characteristicks of Men, Manners, Opinions, Times. Die ergänzenden Texte, Miscellaneous Reflections on the preceding Treatises, and other Critical Subjects (Vermischte Betrachtungen über die vorangehenden Abhandlungen und andere Gegenstände der Kritik), machen den dritten Band aus. Dort wird in lockerem Stil auf Kritik eingegangen, die seit der Erstveröffentlichung der einzelnen Schriften laut geworden ist, und die bekannten Positionen des Autors werden bekräftigt, aber seine bisherigen Bemühungen werden auch mit selbstkritischen Bemerkungen neu beleuchtet.
Schon vor dem Erscheinen der Characteristicks begann der Autor mit der Arbeit an einer stilistisch besser ausgefeilten, mit Stichen bebilderten Neufassung, die er in seinen beiden letzten Lebensjahren gestaltete. Das Erscheinen dieser zweiten, üppig ausgestatteten Ausgabe im Jahr 1714 erlebte er nicht mehr.

### Weniger bekannte Werke
Aus aktuellem Anlass veröffentlichte Shaftesbury zusammen mit John Toland im Januar 1702 das Pamphlet Paradoxes of State, eine Stellungnahme zur Bedrohung Englands durch die offensive Politik Ludwigs XIV. Die beiden Aktivisten redeten ihren zerstrittenen Landsleuten ins Gewissen: Die Spaltungen der Vergangenheit seien nicht mehr aktuell, der Gegensatz zwischen Republikanern und Monarchisten sei überwunden; jetzt komme es nur noch darauf an, der französischen Gefahr gemeinsam entgegenzutreten.

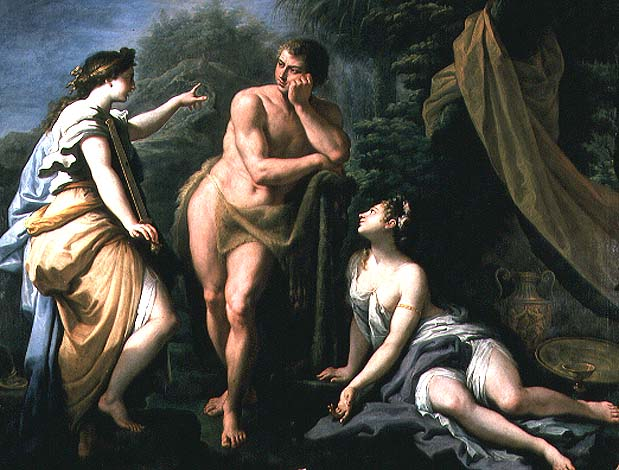
Paolo de Matteis: Herkules am Scheideweg (The Judgment of Hercules), 1712. Ashmolean Museum, Oxford

Zwei Schriften über ästhetische Themen sind Spätwerke des Philosophen. Sie waren für die geplante kunstphilosophische Essaysammlung Second Characters or The Language of Forms gedacht, die nicht mehr zustande kam. Als „Charaktere“ bezeichnet Shaftesbury Zeichen, elementare Ausdrucksmittel des Menschen. Mit den „zweiten Charakteren“ sind im Gegensatz zu einfachen, willkürlich gewählten Zeichen wie Wörtern und Silben die „nachahmenden“ Gestaltungen der bildenden Künste gemeint, hochentwickelte Formen, die durch ihre Ähnlichkeit mit dem Bezeichneten dessen Natur enthüllen sollen.
Das eine der beiden dieser Thematik gewidmeten Werke, A Notion of the Historical Draught or Tablature of the Judgment of Hercules (Konzeption des Historienbilds oder Tableaus vom Urteil des Herkules), behandelt die Darstellung eines mythologischen Themas in der Malerei. Den konkreten Ausgangspunkt der Überlegungen bot die Anfertigung des großen Ölgemäldes Herkules am Scheideweg, das der Maler Paolo de Matteis in Neapel im Auftrag Shaftesburys und nach seinen Instruktionen schuf. Das Sujet des Bildes ist der Held Herkules, der nach einer antiken, von Xenophon überlieferten Sage zwischen den Personifikationen der Tugend und der Lust zu wählen hat. Die Abhandlung legt dar, wie ein Bild einen zeitlichen Ablauf darstellen kann. Sie gibt detaillierte Anweisungen für die Gestaltung der drei Figuren, den Ort, den Hintergrund und die Farben. Anhand dieses Beispiels werden Regeln der Ästhetik veranschaulicht. Das andere Werk, A Letter concerning the Art, or Science of Design, ist als Begleitschreiben zur Notion of the Historical Draught an John Somers gerichtet. Es sollte die Einleitung der geplanten Essaysammlung bilden. Hier schildert der Kunsttheoretiker die Umsetzung seines Entwurfs durch den Maler Paolo de Matteis und geht auf die Lage der bildenden Künste, der Musik und der Architektur in England seit der Glorious Revolution ein. Im Vordergrund stehen kunstpolitische Ausführungen aus der Perspektive der Whigs.
Nicht für die Öffentlichkeit bestimmt waren Notizbücher mit oft datierten handschriftlichen Eintragungen, die größtenteils aus der Zeit der Aufenthalte in Rotterdam 1698/1699 und 1703 stammen, aber bis 1712 fortgesetzt wurden. Sie sind erhalten geblieben und wurden im Jahr 1900 erstmals ediert. In den zwei Bänden mit dem griechischen Titel Askemata (Übungen) reihte der Philosoph Fragen und Anweisungen an sich selbst, Überlegungen, Zitate und Auszüge aneinander.

## Philosophie

### Allgemeine Grundlagen
Den Ausgangspunkt von Shaftesburys Denken bildet die Auseinandersetzung mit den Ansichten seines Lehrers John Locke. An Lockes Herangehensweise kritisiert er, dass Ethik, Ästhetik und Erkenntnistheorie beziehungslos nebeneinanderstünden, statt einander zu stützen und sich zu einer stimmigen Einheit zu verbinden. So werde die Erkenntnislehre ethisch bedeutungslos, die Moral beliebig und die Schönheit Modesache; eine Vermittlung zwischen den Ansätzen von Philosophie und Religion unterbleibe. Das sittlich Gute werde auf bloße Konvention reduziert, die der jeweilige Gesetzgeber willkürlich festlege. Damit werde das Handeln von Natur aus ethisch indifferent und der Begriff der Tugend leer. Eine solche Denkweise verfehle aber die eigentliche Aufgabe der Philosophie. Diese besteht nach Shaftesburys Überzeugung darin, eine möglichst umfassende Einsicht in das Ganze – die Gesamtheit der Weltordnung – zu erlangen. Ohne solche Erkenntnis könne man die einzelnen Teile nicht verstehen und einordnen. Daher sind seine Schriften nicht jeweils einer einzelnen philosophischen Disziplin gewidmet; vielmehr sind die Sachbereiche verbunden, ihre Inhalte werden zusammen vorgetragen und aus dem Zusammenhang heraus dargestellt. Dadurch ergibt sich ein einheitliches, kohärentes Weltbild mit dem Anspruch auf Stimmigkeit in jeder Hinsicht. Da ein solches Gesamtverständnis der Wirklichkeit keine unvereinbaren oder beziehungslosen Elemente nebeneinander dulden kann, ist restlose Klärung des Verhältnisses zwischen philosophischen Einsichten und dogmatischen Wahrheitsansprüchen der Religion unumgänglich. Das religiöse Weltbild muss in dem philosophischen aufgehen.
Philosophischen Systemen misstraut Shaftesbury zutiefst. Einen prägnanten Ausdruck findet diese Skepsis gegenüber lebensferner Theorie in seinem oft zitierten Ausspruch, ein System sei „das gescheiteste Mittel, sich selbst zum Narren zu machen“. Das Ziel des Erkenntnisstrebens bestimmt er – in Anknüpfung an das antike Philosophieverständnis und das Persönlichkeitsideal des Renaissance-Humanismus – strikt als ein lebenspraktisches. Die spekulative, abstrakte, von der scholastischen Methode geprägte Universitätsphilosophie hält Shaftesbury für weltfremd, unfruchtbar und nutzlos. Es geht ihm nicht um eine beliebige Anhäufung von Wissen, sondern um die Gewinnung und Befolgung von Grundsätzen für ein gelungenes Leben. Der Wert von Erkenntnissen besteht darin, dass sie dem Zweck der guten Lebensführung dienen. Somit stellt die Ethik die Kerndisziplin der Philosophie dar.
Dieses Modell beruht auf einem betont optimistischen Welt- und Menschenbild. Seine Hauptvoraussetzung ist die Annahme, dass das Universum nicht nur nach dem Eindruck eines menschlichen Betrachters, sondern auch objektiv eine sinnvoll geordnete, vom Guten und Schönen geprägte Einheit bildet. Der Kosmos wird als ein ästhetisch gestaltetes Ganzes betrachtet, dessen sämtliche Bestandteile innerlich zusammenhängen und auf universelle Werte und gemeinsames Gedeihen angelegt sind. Demnach spiegelt sich die Werthaltigkeit der Weltordnung im Geist des wahrnehmenden und urteilenden Subjekts. Das bedeutet, dass ethische und ästhetische Prinzipien und Werte keine disponiblen Setzungen menschlicher Willkür sind; vielmehr bilden sie zusammen im menschlichen Geist ein Sachwissen über die tatsächliche Beschaffenheit der Welt.
Für diese Grundthese legt Shaftesbury keinen Beweis vor, aber er hält sie für so einleuchtend, dass ein unbefangen beobachtender und urteilender Mensch in der Lage sei, ihre Richtigkeit intuitiv zu erkennen. Hieraus ergibt sich der aufklärerische Aspekt seines Denkens: Für jedes Individuum wird die eigene Urteilskraft zur allein maßgeblichen Instanz, die alle Unterscheidungen zwischen Wahrem und Falschem, Gutem und Schlechtem in eigener Verantwortung zu treffen hat. Damit verbindet sich die Forderung, jeden Autoritätsanspruch zurückzuweisen, der dieser Autonomie des Subjekts entgegensteht.

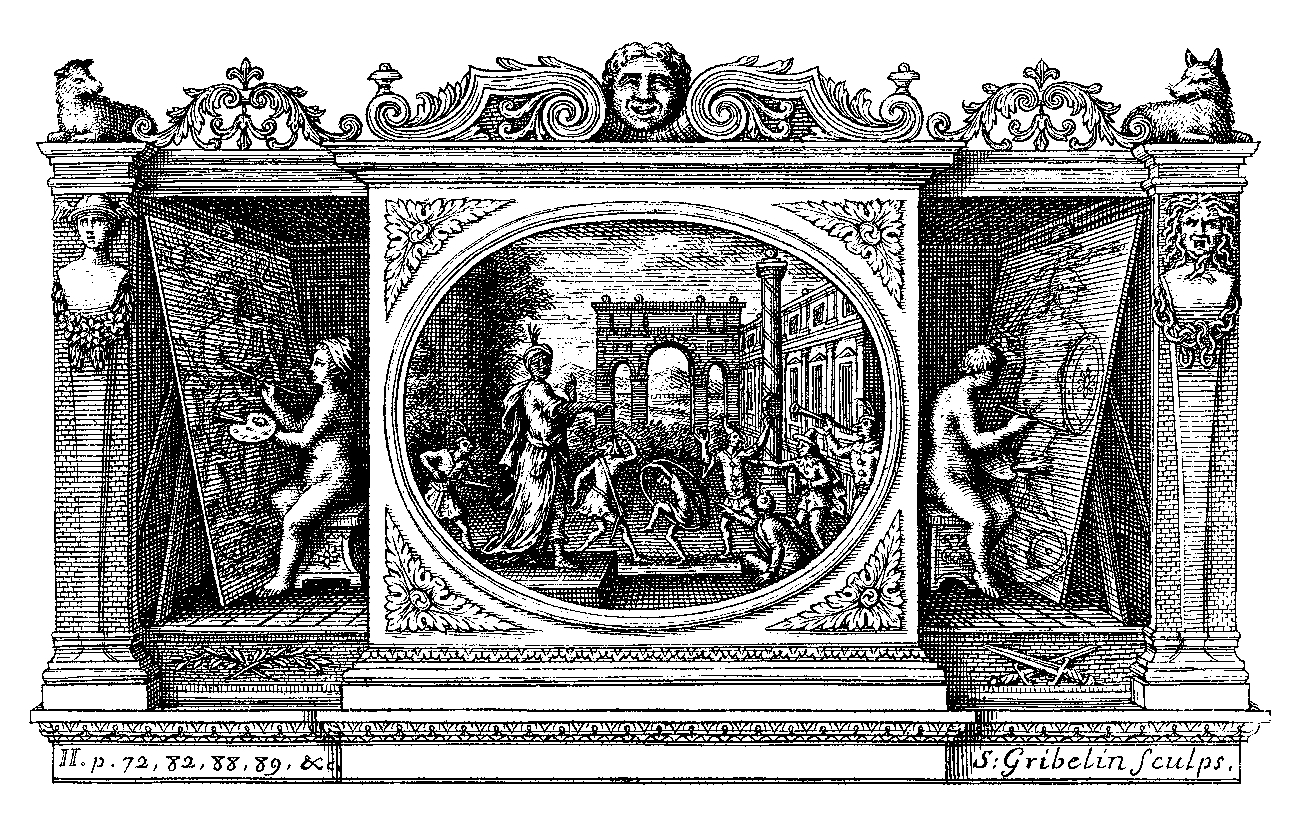
Ein nach Shaftesburys Anweisungen gestaltetes Emblem zum Sensus Communis. Rechts wird ein erschreckendes Bild gemalt, das für das Weltbild von Hobbes steht, links ein ermutigendes, das Shaftesburys Gegenentwurf darstellt.

Kulturgeschichtlich impliziert das optimistische Menschenbild des Philosophen die Annahme, dass der Mensch schon immer ein soziales Wesen war, das von Anfang an eine funktionsfähige Gemeinschaft auf der Basis anerkannter Tugenden bilden konnte. Diese Auffassung widerspricht dem Geschichtsmodell von Thomas Hobbes, nach dessen Theorie der ursprüngliche Naturzustand der Menschheit von rein egoistischen Impulsen bestimmt war und somit allgemeiner Krieg herrschte. Daran kritisiert Shaftesbury, dass Hobbes nur Furcht und Machtstreben als ursprüngliche Leidenschaften kenne. Die daraus resultierende Geschichtsdeutung sei selbstwidersprüchlich. Sie könne das Heraustreten der Menschheit aus dem angeblich unsozialen Urzustand und die Entstehung der Zivilisation nicht erklären, denn dieser Vorgang setze bereits die Akzeptanz von Werten und Tugenden voraus. Gegen Hobbes’ These, der Mensch sei dem Menschen ein Wolf, wandte Shaftesbury ein, der Wolf verhalte sich gegenüber seinen Artgenossen im Rudel durchaus sozial. Er wies darauf hin, dass Wölfe ihre Jagdbeute teilen und gemeinsam den Nachwuchs betreuen. Außerdem machte er geltend, Hobbes habe sich nicht gemäß seinem eigenen Menschenbild verhalten, denn wenn er konsequent selbstsüchtig gewesen wäre, hätte er seine Erkenntnisse über den Egoismus nicht veröffentlicht, sondern für sich behalten, um die Umwelt nicht vor seiner eigenen Wolfsnatur zu warnen. Immerhin sei seine Herausarbeitung der gewichtigen Rolle der Machtgier hilfreich, denn sie zeige die Notwendigkeit der Beschränkung und Teilung politischer Macht.
Ein zentraler Begriff in Shaftesburys Gedankengebäude ist die politeness, eine besondere Ausformung des zeitgenössischen Gentleman-Ideals. Innerhalb der gesellschaftlichen Elite der Gentlemen hebt sich die Gruppe derjenigen heraus, die als polite (kultiviert) bezeichnet werden können. Das sind diejenigen Gebildeten, die sich durch gefälliges Auftreten, guten Geschmack, freiheitliche Gesinnung und einen wachen, kritischen Geist auszeichnen. Als Diskursteilnehmer übernehmen sie nichts ungeprüft und verstehen es, ein zugleich unterhaltsames und lehrreiches Gespräch zu führen. Als Gegenbild eines solchen Gentleman erscheint der autoritäre Pedant.

### Ethik als Naturgegebenheit und Aufgabe

#### Die Einbettung des individuellen Wohls in das allgemeine
Den Ausgangspunkt von Shaftesburys Weltdeutung bildet eine Überlegung, deren Richtigkeit er für evident hält: Zwar ist die Ordnung der Natur nur bruchstückhaft bekannt, doch lassen die körperlichen Gestaltungen und Funktionen der Lebewesen einen allen gemeinsamen Zweck erkennen. Jedes von ihnen verfügt über eine natürliche Ausstattung, die seinem individuellen Wohlergehen, dem „privaten Guten“, dienen soll. Dieses ist definiert als das, was mit der natürlichen Bestimmung des Lebewesens im Einklang steht. Die Triebe, Leidenschaften und Gemütsbewegungen zielen darauf, einen für das Individuum optimalen Zustand zu erreichen und zu bewahren. Zugleich gehört das Lebewesen aber auch einer Gattung an, deren Wohl und Fortbestand mit dem seinigen verknüpft ist. Das einzelne Wesen ist als „privates System“ in umfassendere Systeme eingefügt: in das System seiner Art, in die Gesamtheit der Pflanzen- bzw. Tierwelt, in das System der Erde, das Sonnensystem und schließlich das System des Universums. Alle Systeme bilden zusammen den Aufbau des einen Kosmos, und jedes von ihnen ist durch seinen Bezug zum Ganzen bestimmt. Sie stützen einander und stehen somit zueinander und zur Gesamtheit in einem zweckmäßigen Verhältnis des Zusammenwirkens. Das kommt den einzelnen Systemen und zugleich dem Ganzen zugute. Dieser Umstand deutet darauf, dass der Einklang des individuellen mit dem allgemeinen Guten ein universelles Prinzip im Kosmos ist.
Innerhalb dieser Weltordnung kommt dem Menschen eine Sonderstellung zu, weil er allein den Aufbau des Systems der Systeme, dem er angehört, begreifen kann. Damit tritt er zu der Welt, in der er lebt, geistig in Distanz: Er wird zum untersuchenden Denker, der die Natur erkennt und imstande ist, das Wohl und Interesse eines übergeordneten Ganzen zu erfassen und für sich zum Kriterium zu machen. So kann er den Begriff des öffentlichen Interesses einführen und ein Wissen vom moralisch Guten und Schlechten, Richtigen und Falschen gewinnen. Damit wird er zum möglichen Verwirklicher des Guten im eigentlichen Sinne, des spezifisch menschlichen Guten. Dieses ist dadurch charakterisiert, dass sein Träger eine umfassendere Vorstellung von Gutheit hat als der nur um das eigene Wohl Besorgte, denn er ist befähigt, das Wohlergehen eines ganzen Systems als Ziel ins Auge zu fassen und sein eigenes Gedeihen als Teil davon zu erkennen. Nur wer solche Einsicht gewinnen kann, darf verdienstvoll und tugendhaft genannt werden. Die Tugend beruht auf dem Verständnis des jeweils übergeordneten, das größere System betreffenden Guten und zeigt sich als Neigung zur Förderung dieses Systems.
Die Erkenntnis, dass die Tendenz zu einem umfassenden Guten ein fundamentales Strukturprinzip der Welt ist, ermöglicht einen Einblick in die Einheit und Ordnung des Universums. Zwar bleibt ein volles Verständnis des Weltsinns der menschlichen Vernunft verwehrt, doch kann die Bedeutung des Ganzen aus der Eigenbedeutung und Sinnhaftigkeit des Einzelnen erschlossen werden. Dabei kommt dann der ethische Charakter der Weltordnung und damit die objektive Realität der Ethik ins Blickfeld. Daraus ergibt sich eine Grundlage für die gegenseitigen Beziehungen und Verpflichtungen der Menschen, die ohne Inanspruchnahme von Religion und Staatsmacht auskommt.

#### Der moralische Sinn als Grundvoraussetzung der Ethik
Wenn Ethik nicht als willkürliche Erfindung, sondern als Naturprinzip aufzufassen ist, muss sie im Bewusstsein eines Vernunftwesens (rational creature) als natürliche Gegebenheit präsent sein. Dies ist nach Shaftesburys Überzeugung der Fall. Die Bestimmung des Vernunftträgers als von Natur aus ethisches Wesen (moral being) ist der Kerngedanke, auf dem seine Philosophie basiert. Dem Menschen wird ein naturgegebener moralischer Sinn (moral sense) zugeschrieben, ein Sinn für das moralisch Richtige und Falsche, dessen Betätigung in gewisser Hinsicht mit dem Sehen und Hören vergleichbar ist. Das Gute ist für diesen Sinn ein Wahrnehmungsobjekt, so wie das Schöne für den Sehsinn. Es wird wie ein Objekt der Sinnesorgane erlebt, in seiner besonderen Qualität erfasst und spontan affektiv beurteilt. Daraus ergibt sich jeweils die Entscheidung für moralisch richtiges Handeln. So sind Wahrnehmen, Erkennen, Urteilen und Handeln eng miteinander verknüpft. Dabei entspringt aber das Erkennen und Urteilen nicht unmittelbar der Wahrnehmung, sondern ist ein separater Vorgang, der die eigentliche Leistung des moralischen Sinnes darstellt. Dieser nimmt zwar gleichsam sehend wahr, aber die damit verbundene geistige Tätigkeit besteht in erster Linie nicht im Wahrnehmen, sondern im Urteilen. Er ist die Instanz, welche die primären, spontanen Regungen des Gemüts beurteilt und dabei sekundäre Gefühle des Mögens oder der Abneigung erzeugt, die sich auf diese Regungen beziehen. Durch solche Reflexion, durch den reflected sense, bringt er die moralische Ordnung zum Vorschein. Er lernt durch Übung, durch Erfolg und Versagen. Damit entwickelt er sich zum „moralischen Geschmack“ (moral taste), der in Analogie zum Geschmackssinn beschrieben werden kann.
Der oft missverstandene moralische „Sinn“ ist bei Shaftesbury nicht – wie im späteren Sentimentalismus – ein autogenes oder autonomes sinnliches Vermögen, sondern Vernunft in ihrer sinnlichen Erscheinung.
Ein Argument für die Universalität des moralischen Sinns ist sein erkennbares Vorhandensein auch noch dort, wo bereits Perversion eingetreten ist. Da der Mensch seiner Natur nach moralisch ist, befürwortet sogar eine korrupte Person im konkreten Einzelfall das Natürliche und Ehrenhafte und missbilligt dessen Gegenteil, sofern sie kein persönliches Interesse an der betreffenden Angelegenheit hat.

#### Moral und Glücksstreben
In die Überlegungen zur moralischen Natur ist Shaftesburys Glückskonzept eingebettet. Nach seinen Ausführungen lässt sich aus der Beobachtung der Lebewesen erschließen, dass jedes am glücklichsten ist, wenn es seinen besonderen natürlichen Zweck erfüllt. Dieser besteht für den Menschen in der Förderung des Gemeinwohls. Das bedeutet aber nicht, dass die Individuen, indem sie die Allgemeinheit um ihres persönlichen Glücks willen unterstützen, dem Gemeinwohl subjektiv einen Wert zuweisen, den sie willkürlich erzeugen und der kein Korrelat in der äußeren Wirklichkeit hat. Vielmehr ist das Wohl der Allgemeinheit für Shaftesbury ein objektiv existierender Wert, der in der Struktur der Welt begründet ist. Dieser Wert entstammt also nicht der Gefühlssphäre, zu der die Glücksbilanz gehört, sondern basiert auf einer Naturgegebenheit, die unabhängig von den Affekten besteht. Somit ist die Moral zwar von Natur aus mit dem Glück verbunden, aber die Wertordnung ist nicht vom Streben nach individuellem Glück abhängig und nicht aus ihm abzuleiten.

#### Der Umgang mit den Gemütsbewegungen als Kernaufgabe
Weil der Mensch von Natur aus das Gute erstrebt, ist sein natürliches Empfinden und Begehren zugleich ein sittliches und somit die richtige Voraussetzung für moralisches Verhalten. Seine Gemütsbewegungen, die Affekte (affections), stehen von sich aus mit den Forderungen der Ethik in einem natürlichen Einklang. In der Lebenswirklichkeit kann man sich aber nicht darauf verlassen, dass die Affekte unmittelbar das Naturgemäße und Richtige anzeigen, denn eine Vielzahl störender Einflüsse verunmöglicht oder verfälscht fortwährend die Erfassung des tatsächlich Guten und die Orientierung an ihm. Daher reicht die naturhafte schlichte Gutheit (mere goodness) des Menschen als Richtschnur für die Lebensführung nicht aus. Um Irrwege zu vermeiden, muss er erst verstehen, was das Gute ist, und die darauf abzielende Tugend einüben. Damit das nötige Verständnis erlangt wird, müssen die Gemütsbewegungen, die das Handeln bestimmen, zum Gegenstand der Reflexion und Beurteilung gemacht werden. Darauf baut dann das Üben auf, die konstruktive Kultivierung der Neigungen und Leidenschaften. Es soll bewirkt werden, dass die moralisch wünschenswerten Neigungen und Ziele stets auch als die erfreulichen erlebt werden.
Für Shaftesburys Ansatz ist charakteristisch, dass die ethische Qualität nicht erst der bewussten Entscheidung für eine bestimmte Handlung zukommt. Nicht erst der Beschluss oder die ausgeführte Tat ist gut oder schlecht, vielmehr muss bei der ethischen Einschätzung schon früher angesetzt werden: Es geht um die Gemütsbewegung und Haltung, die den Entschluss herbeigeführt hat. Der Mensch ist für seine Neigungen und Haltungen verantwortlich, und sie – nicht die Taten – müssen der primäre Gegenstand ethischer Untersuchung und Bewertung sein. Dabei kommt es darauf an, ob die Person das Gute der jeweiligen Systeme, die von ihrem Handeln betroffen sind, zum unmittelbaren Gegenstand ihrer Gemütsbewegung macht. Nur insoweit dies geschieht, handelt es sich um eine gute Haltung und dann auch um eine gute Handlung. Eine Handlung, die von einer unlauteren Gemütsbewegung ausgelöst wurde, ist ethisch gesehen auch dann schlecht, wenn ihre Auswirkungen förderlich und rechtmäßig erscheinen. Was ohne Gemütsbewegung getan wird, ist weder gut noch schlecht; es ist ethisch belanglos. Da es nur auf die innere Motivation und nicht auf die sichtbaren Folgen ankommt, sind anmaßende Urteile Außenstehender, die fremde Handlungen als gut oder böse einstufen, prinzipiell fragwürdig.
Die Analyse der Gemütsbewegungen ergibt, dass sie in drei Klassen zerfallen. Die erste Klasse besteht aus den sozialen Affekten, die über das Streben nach persönlichen Vorteilen hinausreichen und auf uneigennützige Förderung der übergeordneten Systeme abzielen. Die zweite Klasse bilden diejenigen Gemütsbewegungen, die der Selbsterhaltung und dem persönlichen Wohlergehen dienen; mit ihnen wird das angestrebt, was für das individuelle System gut ist. Von Natur aus ist der Mensch mit beiden Klassen ausgestattet. Wenn sich jeder Affekt richtig entfalten kann, das heißt auf die ihm und dem ganzen System angemessene Weise, dann besteht zwischen allen Gemütsbewegungen ein ausbalanciertes Gleichgewicht. Dann ist das Gemüt sinnvoll strukturiert, und dank dem konstruktiven Zusammenspiel der verschiedenen Affekte kann die Person so leben, wie es ihrer wahren Natur entspricht. Nur ein solches Leben ist glücklich. Wenn hingegen Affekte zu stark oder zu schwach ausgeprägt sind, ergibt sich ein unnatürlicher Zustand, und damit entsteht die dritte Klasse: die Laster, die zum Unglück führen.
Das Gemütsleben ist naturgemäß geordnet, wenn seine Struktur die hierarchische Ordnung der Systeme in der äußeren Welt spiegelt. Das bedeutet, dass den sozialen Affekten, die auf das Wohl der übergeordneten Systeme ausgerichtet sind, der Vorrang zukommt. Ihre Funktionsfähigkeit darf durch die Auswirkungen der auf das Eigenwohl abzielenden Impulse nicht beeinträchtigt werden. Es ist aber auch zu beachten, dass die eigennützigen Gemütsbewegungen nicht an sich fragwürdig sind; vielmehr sind sie für ein gelingendes Leben sogar unbedingt erforderlich. Das Individuum ist auch im Hinblick auf sich selbst gut oder böse, indem es sein eigenes Wohl fördert oder vernachlässigt.
Fehlentwicklungen beruhen darauf, dass einzelne Affekte das Gleichgewicht stören, weil sie entweder übermäßig oder zu schwach entwickelt sind. Das Verfehlen des richtigen Maßes im Einzelnen führt zur Unausgewogenheit des Ganzen. Dann stimmen die Proportionen nicht mehr, die Ordnung ist verletzt, und darin besteht die Perversion des Gemütslebens. Shaftesbury erläutert diese Theorie ausführlich anhand von Beispielen. Untugenden wie Feigheit, Geiz, Gier, Ausschweifung, Arroganz und Faulheit führt er auf ein Übermaß an Selbsterhaltungsaffekten zurück. Vernachlässigung des eigenen Wohls und Untätigkeit angesichts von Gefahren deutet er als Auswirkungen einer Schwäche der Affekte, die dem Wohlergehen des individuellen Systems dienen. Aber auch bei den sozialen Gemütsbewegungen sieht er ein destruktives Potenzial, wenn sie das Maß sprengen: Nicht nur maßloser Egoismus, sondern auch übersteigerter und damit widernatürlicher Altruismus ist schädlich. Unmäßige Selbstliebe gefährdet die Gesellschaft, aber auch das gegenteilige Extrem ist eine Fehlhaltung mit fatalen Folgen für die Betroffenen. Als Beispiel für die Schädlichkeit einer unfreien, einseitigen Fixierung auf den Anderen nennt der Philosoph die Folgen übertriebener Mutterliebe. Besondere Aufmerksamkeit widmet er der Analyse der einzelnen Fehlentwicklungen des Charakters, wobei er die Abweichungen vom Naturgemäßen und Angemessenen stets vor dem Hintergrund der natürlichen Impulse darstellt, deren Verzerrungen sie nach seinem Verständnis sind. Das Kriterium für die Unterscheidung von Richtigem und Falschem, Natürlichem und Unnatürlichem ist immer die Einhaltung oder Missachtung von Maß und Proportion. Kein Element des Ganzen darf fehlen, unnötig hinzukommen, in einen unpassenden Zusammenhang geraten, unterentwickelt sein oder überwuchern.

### Analyse der Religion

#### Kritik des Offenbarungsglaubens
Der unbedingte Vorrang, den Shaftesbury den Prinzipien der Autonomie und des moralisch Guten gibt, muss auch auf religiösem Gebiet uneingeschränkt gelten. Der Glaube kann kein Sonderbereich sein, der sich der philosophischen Analyse und Beurteilung entzieht. Religiöse oder irreligiöse Konzepte wie Theismus, Atheismus und Schicksalsglaube lösen Gemütsbewegungen aus, die auf das sittliche Urteilsvermögen des Menschen einwirken. Unter diesem Gesichtspunkt sind sie aus der Sicht des Aufklärers zu bewerten.
Das Gute, Gerechte und Wahre sind für Shaftesbury absolute Gegebenheiten, die jeder Beliebigkeit entzogen sind. Wer sie auf einen Willen, eine Entscheidung oder ein Gesetz zurückführen will, entleert ihren Sinn; sie haben dann keinen Inhalt mehr. Somit kann auch Gott oder eine Religion diese Prinzipien weder begründen noch einschränken oder beeinflussen. Schon die gängige Bezeichnung Gottes als gut, gerecht und wahr setzt die entsprechenden Konzepte als vorgegebene Wirklichkeit voraus. Spricht man Gott Verfügungsgewalt über diese Werte zu, so wird der Mensch zerrissen, denn er kann nicht zugleich seiner eigenen Natur und einem übermächtigen fremden Willen folgen.

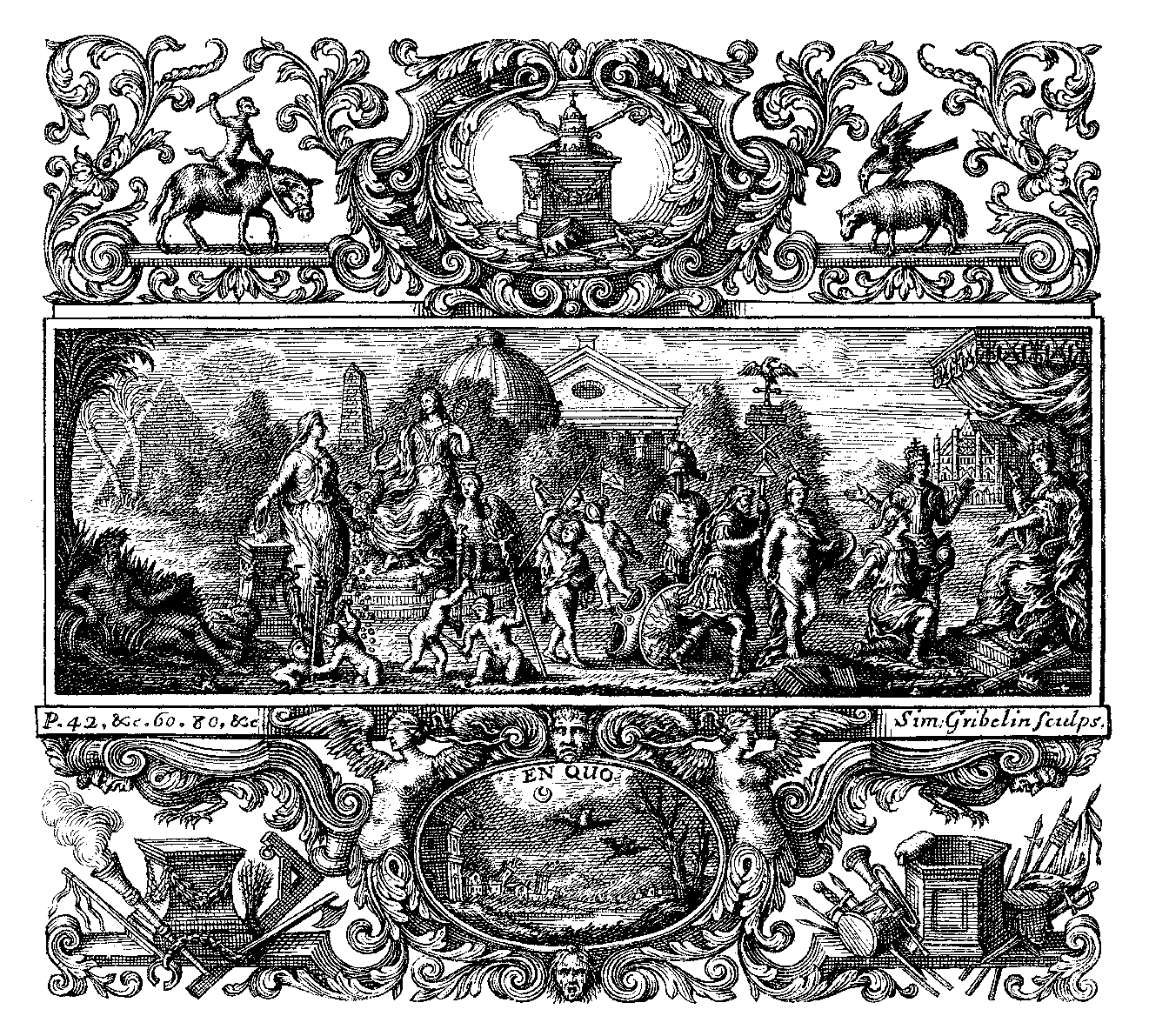
Das nach Shaftesburys Anweisungen gestaltete Emblem auf dem Titelblatt des dritten Bandes der Characteristicks. Dargestellt sind Aspekte des Aberglaubens und der Priesterherrschaft im alten Ägypten, im Römischen Reich und in der römischen Kirche.

Hier setzt Shaftesburys Kritik an den historischen Erscheinungsformen des Christentums an. Nach seinem Befund war und ist es ein fataler Grundfehler, ethische Entscheidungen der Kompetenz des verantwortlichen Individuums zu entziehen und sie einer äußeren Instanz zu überlassen, dem „geglaubten Gott“, dessen angebliche Anweisungen unabhängig von ihrer moralischen Fragwürdigkeit ausgeführt werden müssen. Dadurch wird der natürliche moralische Sinn des Menschen korrumpiert und allmählich lahmgelegt. An die Stelle des inneren Beweggrundes tritt eine „zweite Natur“, die an keine objektive Norm gebunden ist und willkürlich den Maßstab für richtiges und falsches Handeln setzt. Die Gewöhnung an diesen Zustand und das Schwinden der eigenen Urteilskraft bewirken schließlich, dass auch grausamste und unmenschlichste Taten, wenn sie religiös legitimiert sind, als gerecht und vom göttlichen Vorbild geboten gelten. So setzt sich Bosheit durch und beherrscht dann auch das Gemeinwesen und die Gesetzgebung, und eine Unrechtsordnung etabliert sich. Erst wird das Böse gerechtfertigt und legalisiert, dann wird es in einem weiteren Schritt zur Pflicht erhoben. Damit hat die „zweite Natur“ die Macht übernommen. Dies erklärt das Verhalten der ihr Unterworfenen, enthebt aber den Einzelnen nicht seiner Verantwortung. Anschauungsmaterial bietet die jahrtausendelange Geschichte der religiösen Bevormundung, Unterdrückung, Heuchelei und Streitsucht, auf die Shaftesbury ausführlich eingeht. Dabei prangert er besonders die Macht- und Besitzgier des Priestertums an, das schon im alten Ägypten, dem „Mutterland des Aberglaubens“, eine parasitäre Rolle gespielt habe. Mit einer weit ausholenden historischen Argumentation versucht er das Priestertum als durchweg schädliche Kraft zu erweisen. Dennoch akzeptiert er den Fortbestand der anglikanischen Staatskirche; die Forderung, sie abzuschaffen, ist für ihn ebenfalls Ausdruck einer intoleranten, fanatischen Gesinnung.
Den Ausweg aus der religiösen Fremdbestimmung bietet aus der Sicht des Aufklärers die Forderung, die verhängnisvolle Selbstentmächtigung des Menschen rückgängig zu machen. Dazu gehört neben der Eindämmung priesterlicher Macht und der Etablierung religiöser Toleranz der Grundsatz, dass alles, was als Wille Gottes ausgegeben wird, dem Urteil des moralischen Sinnes zu unterwerfen ist. Die Möglichkeit einer historischen Offenbarung Gottes lässt Shaftesbury zwar zu, aber mit dem Vorbehalt, dass sie nur dann authentisch sein kann, wenn sie an die Urteilskraft appelliert und ihre Aussagen vor dem Gericht der Vernunft Bestand haben. Hinsichtlich des christlichen Offenbarungsglaubens weist er auf die textkritischen Probleme und Auslegungsschwierigkeiten der biblischen Überlieferung hin und führt den unklaren, umstrittenen Status der Apokryphen an. Er empfiehlt die historisch-kritische Methode. Deren Anwendung gibt ihm Anlass zu großer Skepsis hinsichtlich der Glaubwürdigkeit der überlieferten biblischen Aussagen; manche von ihnen lehnt er sogar dezidiert ab. Die biblischen Wunder verwirft er als Störungen der Weltordnung, die Gott nicht zuzutrauen seien.
Mit besonderer Schärfe verdammt Shaftesbury die Konditionierung des Menschen durch religiöse Lehren, die Belohnung für erwünschte Taten und Bestrafung für unerwünschte verheißen. Das ist für ihn unannehmbar, weil damit ein äußerer Antrieb als Handlungsmotiv an die Stelle der moralischen Selbstbestimmung tritt. Pragmatisch betrachtet haben Lohn und Strafe zwar erwünschte Wirkungen – beispielsweise kann nur Furcht vor dem Galgen einen Schurken von Übeltaten abhalten –, aber unter ethischem Gesichtspunkt sind sie wertlos. Zur Charakterbildung tragen sie nichts bei, vielmehr schädigen sie sogar den Charakter und verengen den Horizont. Statt den tugendhaften Impuls in der menschlichen Natur zu kultivieren, verdrängen sie ihn und ersetzen ihn durch einen rein selbstsüchtigen und minderwertigen Antrieb. Verdienstlich ist ein so motiviertes Verhalten keinesfalls. Demgemäß verwirft Shaftesbury den Glauben an Lohn und Strafe im Jüngsten Gericht.

#### Das Konzept der natürlichen Religion
Für Shaftesbury bietet weder der biblische Offenbarungsglaube noch der naturalistische Atheismus eine befriedigende Weltdeutung. Seine Alternative ist ein Modell, das eine „natürliche“ Religion ausschließlich aus philosophischen Einsichten abzuleiten versucht. Dabei knüpft er an das Gedankengut antiker Philosophenschulen an. Er bekennt sich zu der Tradition der antiken Sokratiker, der an Sokrates anknüpfenden Denker, in denen er Gleichgesinnte sieht. Aus seiner Sicht befanden sie sich in einer ähnlichen Situation wie er selbst: Sie wollten nur das als religiöse Wahrheit annehmen, was der Vernunft einleuchtet und den moralischen Sinn befriedigt, mussten aber auch darauf achten, die etablierte Religion zu schonen und die abergläubische Öffentlichkeit nicht unnötig zu provozieren. Für vorbildlich hält Shaftesbury die Vorgehensweise des Sokrates, der bei der Vermittlung brisanter und anspruchsvoller Inhalte umsichtig und didaktisch musterhaft verfahren sei.
Bedeutende Anregungen verdankt der englische Denker den Stoikern der römischen Kaiserzeit. Mit ihnen teilt er die emphatische Bejahung der als göttlich und vernünftig geltenden kosmischen Ordnung, das Konzept der intimen Zusammengehörigkeit aller Naturdinge und die konsequent lebenspraktische Ausrichtung der Philosophie. Die stoischen Autoren Mark Aurel und Epiktet werden ihm zu Leitfiguren. Einen wichtigen Impuls empfängt er auch von der Fortbildung des antiken Platonismus durch die neuzeitlichen Cambridger Platoniker.
Einen Gottesbeweis versucht Shaftesbury nicht zu führen, aber er hält es für plausibel, die Existenz und Beschaffenheit der Welt auf das Wirken einer Gottheit zurückzuführen. Darin folgt er dem Gedankengang, der traditionell zur Begründung der neuplatonischen Ontologie, der Lehre vom Sein, dient. Diese Überlegung lautet: Die Welt ist eine seiende Einheit und Ganzheit. Als solche kann sie nur existieren und erfahren und gedacht werden, wenn ihr eine reale metaphysische Einheit, das „einzig Eine“, als Ursache ihrer Existenz und Ordnung zugrunde liegt. Dieses Eine ist die Gottheit, aus der alles hervorgegangen ist. Der Zufall kann als Urprinzip nicht in Frage kommen, da er keine eigenständige Instanz ist, sondern nur innerhalb eines bereits existierenden kohärenten Systems als Beeinträchtigung von dessen Ordnung in Erscheinung tritt. Mit dieser Begründung verwirft Shaftesbury den materialistischen Atheismus, der nur die religiösen Weltbilder verneine, ohne eine einleuchtende Alternative anbieten zu können, und die Moral der Beliebigkeit anheimgebe.
Die philosophisch begründete Religion, für die der englische Denker eintritt, setzt Gott mit dem Guten gleich. Dabei gilt der Grundsatz, dass das Gute nicht gut ist, weil es von Gott stammt, sondern umgekehrt Gott nur deswegen göttlich ist, weil er ausschließlich gut ist. Auch in diesem Zusammenhang ist unter dem Guten das für das Gesamtsystem der Welt und jedes einzelne Teilsystem möglichst Förderliche zu verstehen. Das bedeutet, dass der Mensch, der über seinen moralischen Sinn Zugang zum Guten hat, selbst anhand seiner moralischen Kriterien beurteilen kann und muss, ob etwas, was ihm als göttlich präsentiert wird, tatsächlich göttlich ist.

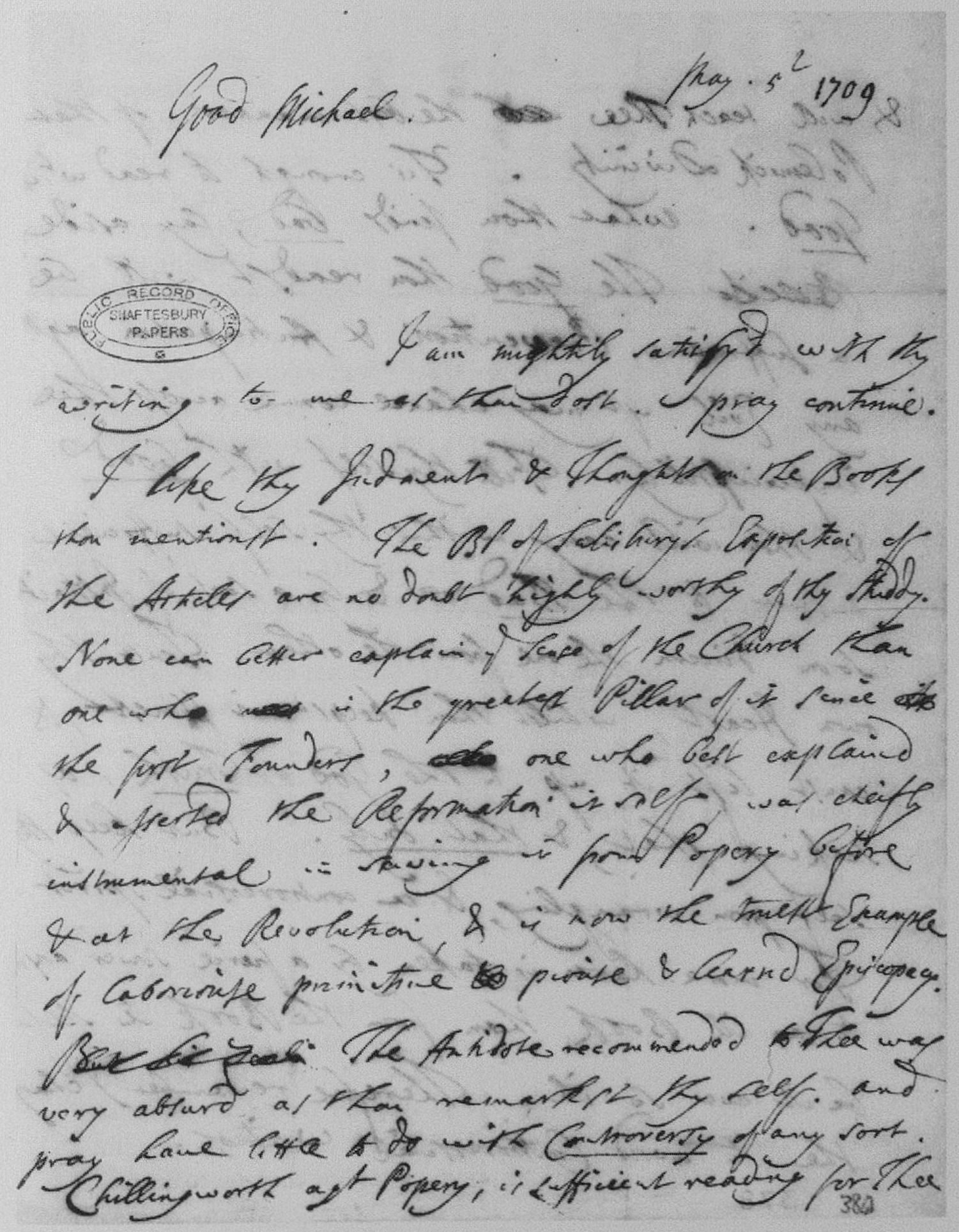
Der Anfang eines eigenhändigen Briefs Shaftesburys vom 5. Mai 1709 mit Ratschlägen zu förderlicher Lektüre. London, The National Archives, PRO 30/24/20/143

### Gewinnung und Vermittlung von Erkenntnis

#### Die Praxis des ethischen Diskurses
Ein zentrales Anliegen Shaftesburys ist die Förderung des öffentlichen Diskurses über Grundfragen der Ethik. Dabei geht es ihm besonders um die Auswirkungen moralischer Reflexion auf das politische Handeln. Die philosophisch begründete Kultivierung sittlicher Haltungen soll einen fundamentalen Beitrag zur Gesundheit des politischen Lebens leisten.
Wie wirksam ein solcher Beitrag sein kann, hängt nach Shaftesburys Einschätzung maßgeblich von praktischen Gesichtspunkten ab, von der Art der Darbietung. Der herrschende Zeitgeist ist trockenen Erörterungen, abstraktem Spekulieren und dogmatischer Belehrung abgeneigt. Nur eine gefällige Präsentation des Stoffs kann Aufmerksamkeit erwecken. Für moralische Themen kommen traditionell drei Darstellungsweisen in Betracht: erstens die Predigt oder predigtartige Ermahnung, zweitens die systematische philosophische Abhandlung, drittens der im Gesprächsstil gestaltete Essay. Die zwei erstgenannten Darbietungsformen verwirft Shaftesbury, denn sie eignen sich nach seiner Einschätzung kaum dafür, eine breitere Öffentlichkeit zu beeindrucken. Vor allem können sie einen wichtigen Teil seines Zielpublikums nicht erreichen: die gebildeten, liberalen, weltanschaulich skeptischen Intellektuellen der beginnenden Aufklärungszeit. Das sind kritische, lächelnde Beobachter, die ironische Distanz pflegen, der Ernsthaftigkeit misstrauen und auf Witz und Unterhaltsamkeit Wert legen. Ihnen widerstrebt die Aufdringlichkeit von Moralpredigern ebenso wie die Trockenheit systematisch aufgebauter Traktate, die ihnen pedantisch vorkommen. Shaftesbury, der selbst diesen Kreisen angehört, bringt für deren Einstellung Verständnis auf, obwohl er seine Anliegen sehr ernst nimmt. Er bevorzugt den gepflegten und kunstvollen Essay, der oft lockere Gespräche nachahmt oder wiedergibt, Erzählungen einschließt und manchmal die Form eines Briefes annimmt.
Mit diesen Überlegungen knüpft der englische Schriftsteller als Sokratiker an die Tradition des sokratischen Gesprächs an. Er erläutert die Vorzüge der sokratischen Methode der gemeinsamen Wahrheitssuche und veranschaulicht sie anhand von Beispielen. In einem solchen Rahmen können Repräsentanten gegensätzlicher Weltanschauungen zu Wort kommen; ihre Überlegungen werden zur Diskussion gestellt, Vertreter verschiedener Temperamente bringen ihre Eigenarten zur Geltung. Während sich der Autor zurücknimmt, wird der Leser eher zu eigenem Nachdenken und Urteilen angeregt als belehrt. Er wird zu dem Wagnis ermutigt, seine Vernunft zu gebrauchen; er soll kritische Distanz wahren und, wie es Shaftesbury ausdrückt, sich mit dem Autor messen.
Aus diesen Gründen ist der philosophische Dialog im sokratischen Stil, wie ihn klassische antike Werke überliefern, musterhaft und bleibt immer lehrreich. Diese ideale Form lässt sich allerdings, wie Shaftesbury bedauernd feststellt, nicht gut in die zeitgenössische Literatur übertragen, denn moderne Menschen können nicht so agieren wie griechische Philosophen des Altertums. Der Versuch einer aktualisierenden Nachahmung des antiken literarischen Dialogs wäre unzeitgemäß und müsste am Mangel an Authentizität scheitern. Trotz dieser grundsätzlichen Skepsis will Shaftesbury aber als Autor nicht auf die Vorteile der Darbietung philosophischer Inhalte in Gesprächsform verzichten. In The Moralists gibt er nacherzählend einen fiktiven Dialog wieder, in dem sich zeitgenössische Konversationskultur mit antikisierenden Elementen mischt.

#### Selbsterkenntnis im Selbstgespräch

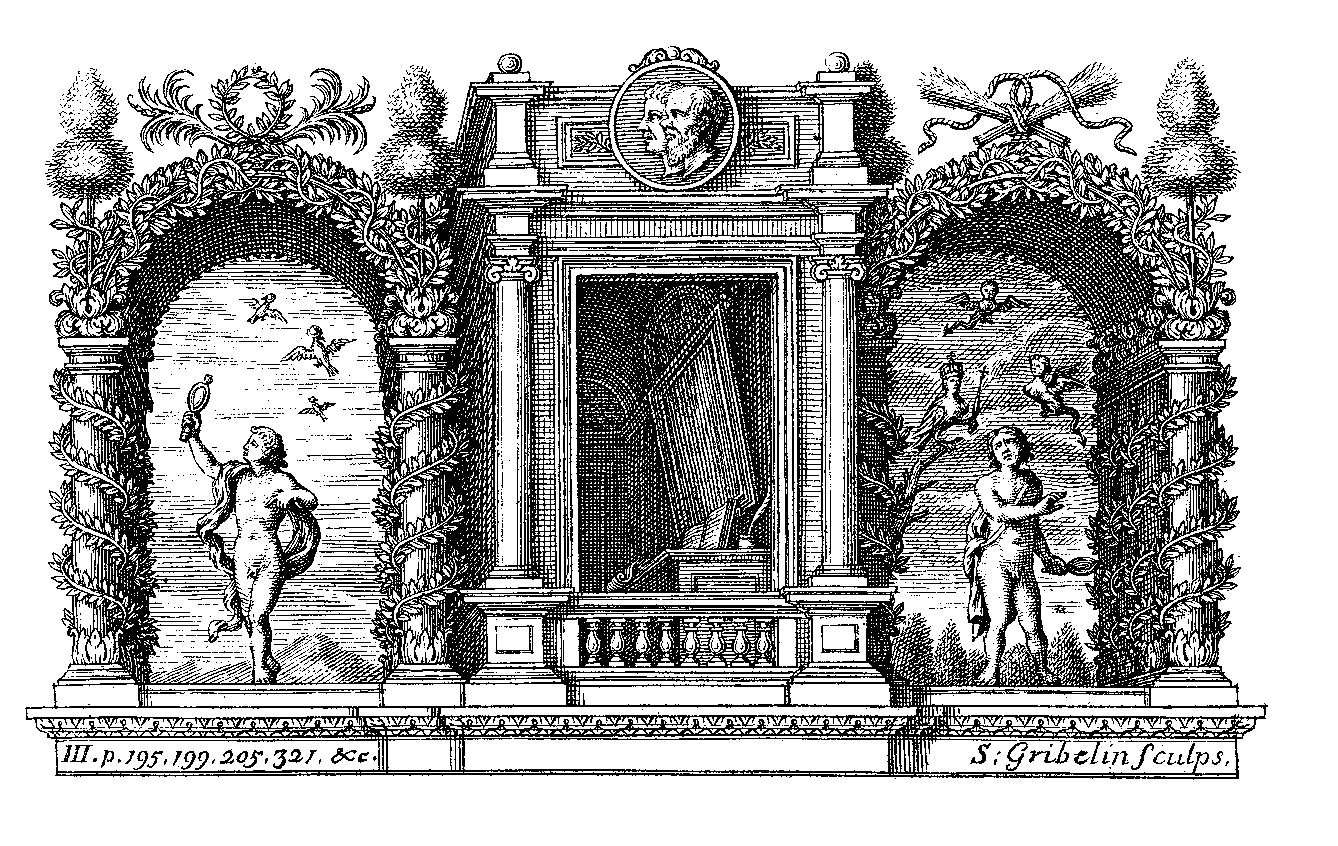
Ein nach Shaftesburys Anweisungen gestaltetes Emblem zum Soliloquy. Die Spiegel stehen für die Selbstbetrachtung, die zwei Knaben links und rechts für das gute und das schlechte Gewissen.

Shaftesbury will seine Leser zu vertiefter Reflexion im Selbstgespräch anregen, damit sie eine eigenständige Haltung gewinnen und entsprechend leben. Ein Hauptgegenstand eines solchen inneren Dialogs sind die eigenen Stimmungen, Neigungen, Vorstellungen und Meinungen, die den Menschen gewöhnlich leiten, ohne dazu seine Zustimmung einzuholen oder Rechenschaft von sich abzulegen. In der Selbstreflexion soll diese Unmittelbarkeit unterbrochen werden. Die Vorstellungen werden identifiziert und zur Rede gestellt. Wenn sie artikuliert werden, kann man ihre Macht brechen. Dann können sie unter Kontrolle gebracht werden. Der Betrachter bringt seine Affekte zum Sprechen und lässt sie dann in einen Dialog mit der Vernunft treten, die sie befragt, ihnen antwortet und sie beurteilt. Aus dem Dialog, in dem Stimme und Gegenstimme einander provozieren und dabei umwandeln und bereichern, soll im Lauf der Zeit ein neues, kultiviertes Selbst hervorgehen. So wird der Charakter gebaut. Wer auf solche Weise ausdauernd Selbstkritik übt, arbeitet an sich und hat Aussicht, eine authentische Haltung zu gewinnen, „in Übereinstimmung mit sich selbst und innen eins“. Diese Arbeit hat intimen Charakter; zur Veröffentlichung sind Selbstgespräche grundsätzlich nicht geeignet, das würde nur der Eitelkeit dienen.

#### Die Funktion des Humors
Einen hilfreichen Beitrag zur Meinungsbildung kann für Shaftesbury der Humor leisten. Auch bei dieser Überlegung bildet den Ausgangspunkt eine optimistische Einschätzung der naturgegebenen und bewusst kultivierten Urteilskraft des Menschen. Wenn eigene oder fremde Wahrheitsansprüche geklärt werden sollen, kommt es zunächst darauf an, die nötige Unbefangenheit zu gewinnen. Fragwürdige Überzeugungen, die sich verfestigt haben, werden oft leidenschaftlich und mit tiefem Ernst verfochten, bis hin zum Fanatismus und Willen zum Zwang. Damit ist stets ein melancholischer Gemütszustand verbunden. Diese starre Gemütsverfassung muss zunächst aufgebrochen werden, damit die Offenheit erlangt werden kann, die eine Vorbedingung der Wahrheitsfindung ist. Zu diesem Zweck empfiehlt Shaftesbury, Gewohnheiten und Meinungen zu prüfen, indem man sie der Ironie und dem Scherz aussetzt, um sie auf neue Art zu beleuchten. So wird zwar die Wahrheitsfrage nicht beantwortet, doch man gewinnt die Selbstdistanz, die man benötigt, um einem fremden Standpunkt unbefangen begegnen zu können und Argumente sachlich abzuwägen. Dann kann die natürliche Urteilskraft in Aktion treten, es entsteht Raum für Toleranz, und ein freies Gespräch wird möglich.
Dabei geht es keineswegs darum, im Sinne eines prinzipiellen Skeptizismus alles lächerlich zu machen und so die Wahrheitssuche zu diskreditieren. Vielmehr kann nach Shaftesburys Ansicht überhaupt nur Unwahres, Schlechtes und Hässliches lächerlich sein. Durch das Aufzeigen der Lächerlichkeit wird zwar kein Beweis der Unrichtigkeit erbracht, aber es ist ein Mittel, das im Zweifelsfall hilft, wenn man herausfinden will, ob etwas wahr, natürlich und wertvoll sein kann oder nicht. Was mit der Vernunft und Wahrheit in Einklang steht, kann nach Shaftesburys These jedes Licht vertragen, auch das der Ironie. Als Beispiel für solche Unangreifbarkeit des Vernunftgemäßen nennt er Sokrates, der verspottet wurde, ohne dass ihm dies etwas anhaben konnte. Die humorvolle Betrachtungsweise soll einen heiteren Gemütszustand erzeugen, der den Geist von Befangenheit befreit und weitet und damit die Betätigung der Urteilskraft fördert. Neben persönlichen Meinungen und Gewohnheiten lassen sich auf diese Weise auch kollektive Annahmen und etablierte Sitten auf den Prüfstand stellen. Dazu zählen kirchliche Dogmen, Lehren anerkannter Autoritäten, Traditionen, die öffentliche Meinung, gesellschaftliche Verhältnisse und politische Institutionen.
Großen Wert legt Shaftesbury auf den Grundsatz, dass der Humor stets konstruktiven Zielen zu dienen habe, niemals der Beleidigung, Verletzung, Herabwürdigung oder vulgären Belustigung. Unter diesem Gesichtspunkt lobt er die Komödiendichter Menander und Terenz, nicht jedoch Aristophanes und Plautus. Beißende Satire im Stil seines Zeitgenossen Jonathan Swift verurteilt er scharf.

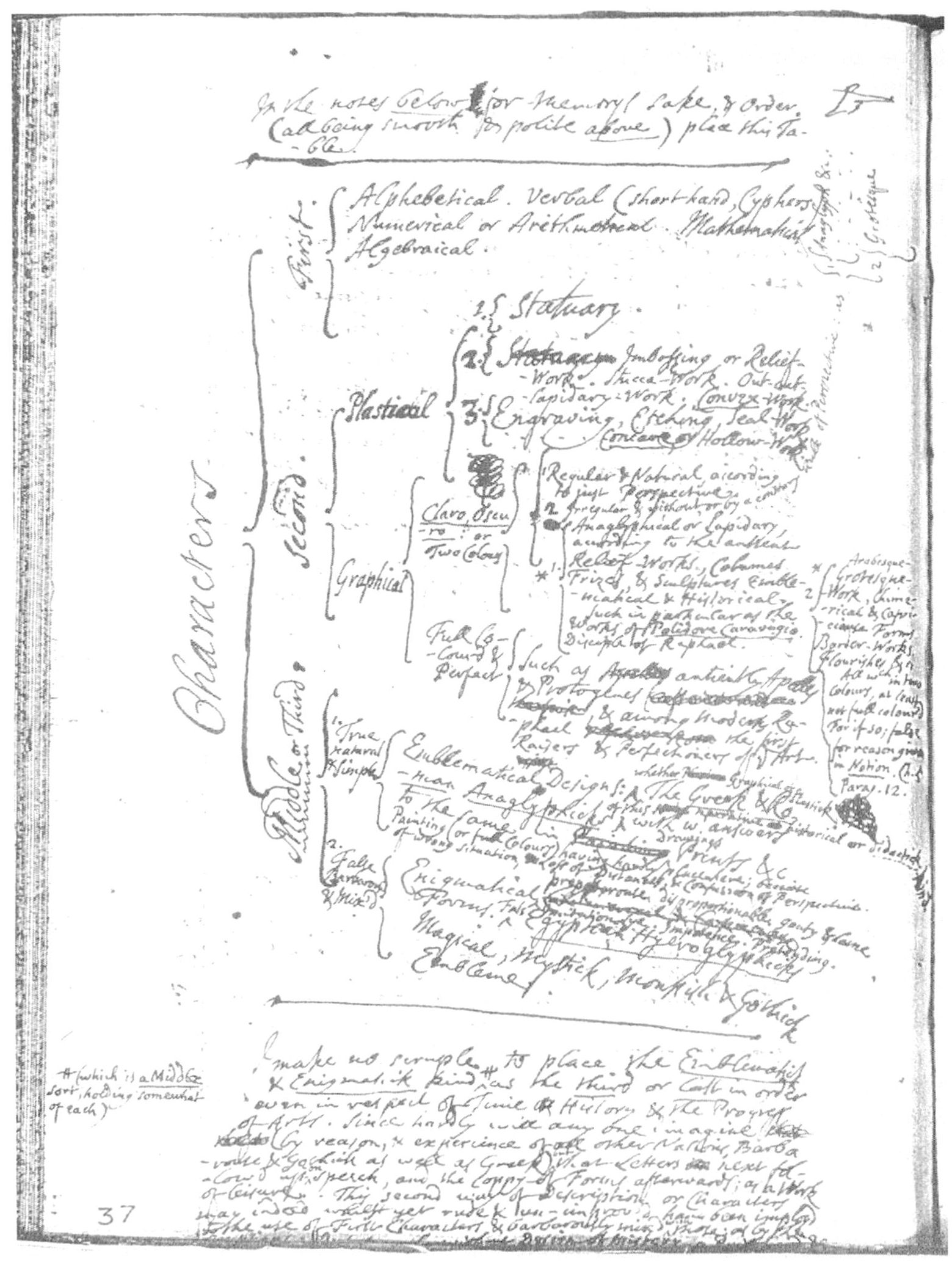
Ein von Shaftesbury entworfenes Schema der „Zeichen“ für seine geplante Darstellung der Formensprache der bildenden Künste. London, The National Archives, PRO 30/24/27/15

### Das Schöne in der Natur und in den schönen Künsten

#### Die Objektivität der Ästhetik
Schönheit ist nach Shaftesburys Verständnis eine reale Eigenschaft, die den schönen Dingen objektiv zukommt. Der Begriff des Schönen bezeichnet nicht Eindrücke und Einschätzungen menschlicher Beurteiler, die sich an gesellschaftlichen Konventionen oder ihrem persönlichen Geschmack orientieren. Da die Schönheit in der Natur der Dinge liegt, sind ästhetische Urteile objektiv richtig oder falsch.
Ein wichtiges Anliegen ist für Shaftesbury die Etablierung einer Kunst- und Literaturkritik, die den Anspruch erhebt, objektiv gültige Qualitätsurteile fällen und begründen zu können. Scharf kritisiert er die verbreitete Ansicht, ästhetischer Wert sei eine subjektive Vorstellung, die jeder willkürlich für sich erzeuge, ohne dies erklären zu können. Bewunderung für ein Werk auszudrücken, ohne sich über den Grund dafür Rechenschaft abzulegen, ist nach seinen Worten eine Gewohnheit von Idioten und Ignoranten. Diese glauben an eine verzaubernde Wirkung von Kunstwerken, die der Künstler angeblich selbst nicht versteht. Sie wollen, wo es auf ein begründetes Urteil ankäme, alles auf ein mysteriöses „Ich weiß nicht was“ zurückführen. Dieser Haltung setzt Shaftesbury die Forderung einer bewussten, reflektierten Ausbildung der Kompetenz entgegen. Dabei weist er dem geschulten, unbestechlichen Kunst- und Literaturkritiker die Aufgabe zu, dem Publikum zu zeigen, wie man Qualität erkennt. Der Kritiker soll Volkserzieher sein. Den Vorlieben des ungeschulten Publikumsgeschmacks misstraut Shaftesbury, denn nach seiner Meinung ist guter Geschmack nicht angeboren, sondern die Frucht eines Lernprozesses.
Eine fundamentale Voraussetzung für die Erlangung ästhetischer Kompetenz ist das „interesselose“ Wohlgefallen des Betrachters am schönen Objekt. Unter „Interesselosigkeit“ (disinterestedness) versteht Shaftesbury die völlige Freiheit des Gemüts von allen Impulsen, die darauf abzielen, das Schöne zu besitzen oder zu instrumentalisieren, um sich dadurch einen persönlichen Vorteil zu verschaffen. Die ästhetische Wahrnehmung darf von keinen Absichten, die sie überschreiten, beeinträchtigt werden. Jede Begierde muss ausgeschaltet werden. Nur dann kann die Schönheit als objektive Wirklichkeit erfasst werden.

#### Harmonie in Natur und Kunst

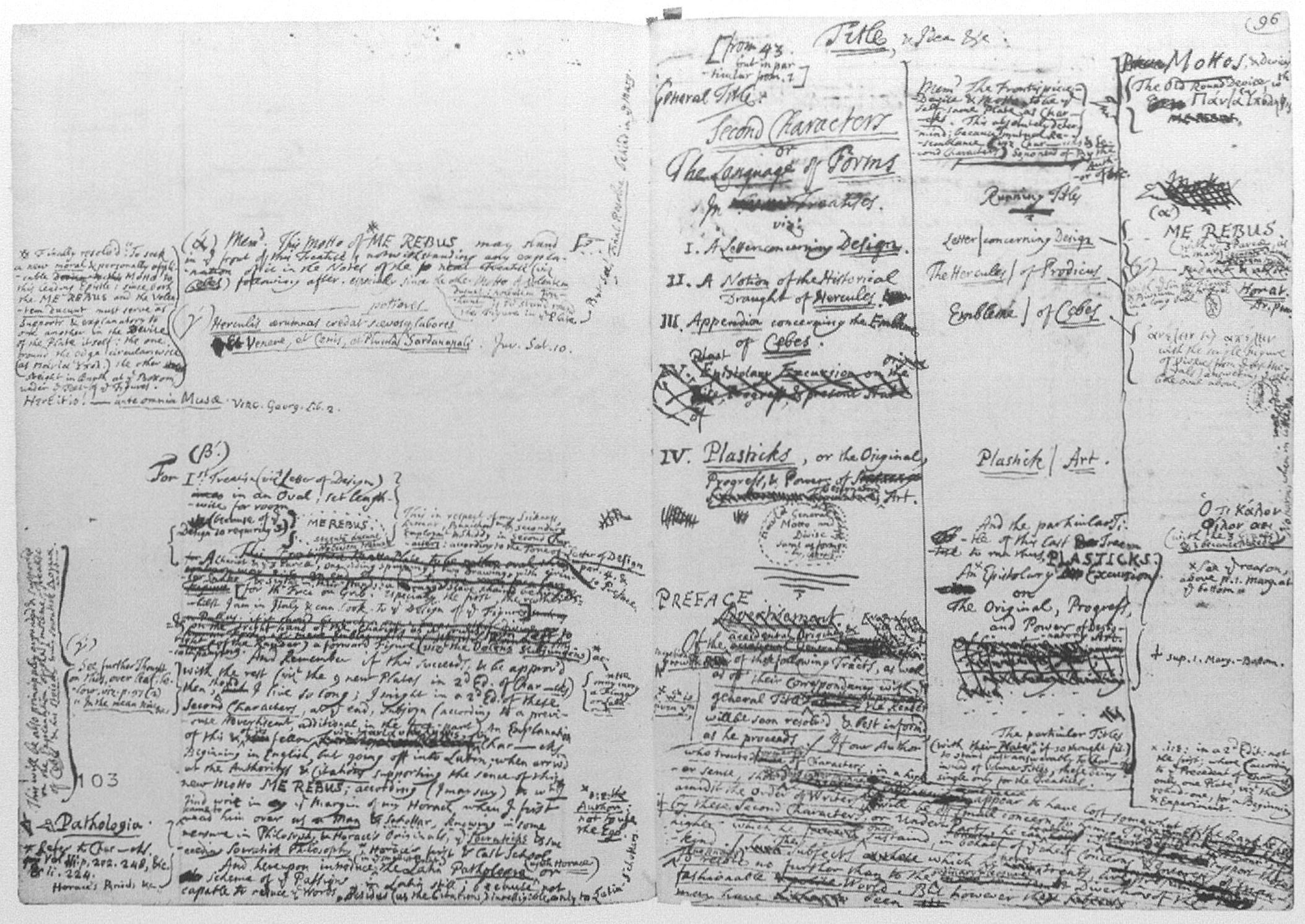
Shaftesburys eigenhändiger Entwurf zur Gliederung der geplanten Schrift Second Characters über die Formensprache der Kunst. London, The National Archives, PRO 30/24/27/15

Nach einer im antiken Platonismus ausgearbeiteten Theorie beruhen die „schönen Künste“ – sowohl die bildende als auch die poetische und die rhetorische Kunst – auf Nachahmung der Natur und sind daher prinzipiell mangelhaft, denn sie imitieren nur sinnlich Erfassbares. In dieser Tradition wird die Kunst als bloße Abbildung abgewertet. Shaftesbury greift den Gedanken der Nachahmung auf, wendet ihn aber ins Positive. Seinem Verständnis zufolge sind nicht die einzelnen Naturdinge nachzuahmen, sondern die Prinzipien, die das Wirken der Natur bestimmen. Dabei geht es um die Erzeugung eines Ganzen, dessen Elemente nach Zahlen und Proportionen so geordnet sind, dass aus dem Mannigfaltigen eine Einheit (union) wird, die der Betrachter als harmonisch und somit schön wahrnimmt. So wie die geordnete Natur aus dem Chaos entstanden ist, schält der Künstler die harmonische Form schrittweise aus seinem chaotischen Stoff heraus. In diesem Sinne soll die Harmonie in einem Kunstwerk Spiegelbild der Weltharmonie sein, deren Gesetzen sie folgt. Dabei steht die formende Kraft hierarchisch über der realisierten Form: Die eigentliche Schönheit liegt nicht in dem Werk, sondern in der ordnenden Kraft, die ihm diese Qualität verliehen hat und deren Wirken in ihm spürbar wird. Der ganze Wert der Formen beruht auf ihrer Funktion als Träger geistiger Gehalte. Shaftesbury fasst das in die oft zitierte Formel: „Das Schönheit Verleihende (beautifying), nicht das mit ihr Ausgestattete (beautified) ist das wirklich Schöne.“
Im Gegensatz zu diesem Ideal der Ordnung und Proportion steht die von Shaftesbury abgelehnte „gotische“ Phantasie, das heißt alles Phantastische, Zufällige, Vereinzelte und Formlose, jede Zusammenfügung von Elementen, die keiner Gesetzmäßigkeit folgt. All dies hat nach seinem Urteil keinen Platz in der Welt der Kunst. Je besser etwas die Weltharmonie ausdrückt, desto würdiger ist es als Gegenstand künstlerischer Wiedergabe. So steht beispielsweise in der Rangordnung der Natur und damit auch der Kunst ein organisches Gebilde höher als etwa Wolken. Demgemäß ist alles Monströse und Groteske ebenso wie das Hässliche, Grausame, Blutige und Perverse naturwidrig und daher kein legitimes Motiv für Künstler. Hierzu zählen beispielsweise die Kreuzigung Christi und die Leiden der Märtyrer. Ebenso ist Theatralik in jeder Form unnatürlich und somit verwerflich. Aber nicht nur Phantasieprodukte und Missgestalten, die sich von der Naturordnung abgelöst haben, sind für künstlerische Darstellung ungeeignet; auch das Übertreiben in die andere Richtung, zu große Abhängigkeit von Naturobjekten, bedeutet Verfehlung der Aufgabe des Künstlers. Ein guter Maler konzentriert sich nicht auf belanglose Einzelheiten, er vermeidet die winzigen Details, die das Besondere und Einzigartige des Einzeldings statt der generellen Form in den Vordergrund rücken.
Das Harmonieideal erfordert dezente Farbgebung. Die Farbe muss dem Thema untergeordnet sein und ihm dienen, sie darf nicht davon ablenken. Zu verwerfen sind daher starke, überraschende Farbeffekte. Alles Grelle und übertrieben Bunte ist zu meiden.

#### Der Zeitaspekt in der bildenden Kunst
Unter dem Gesichtspunkt der darzustellenden Einheit steht die bildende Kunst vor einer besonderen Herausforderung: Sie kann nur einen Moment eines Geschehens herausgreifen, soll aber möglichst die ganze Qualität des Vorgangs, der sich in der Zeit vollzieht, zum Ausdruck bringen. Daher ist der Übergangsmoment zu wählen, der spannungsgeladene Zeitpunkt der Entscheidung: ein Augenblick, der im Gegenwärtigen die Spuren des Vergangenen enthält und Zukünftiges vorwegnimmt. Wie dies im Einzelnen zu bewerkstelligen ist, erklärt Shaftesbury ausführlich anhand des von ihm in Auftrag gegebenen Gemäldes, das die Entscheidung des Herkules zwischen den Personifikationen der Tugend und der Lust zeigt. Eingehend beschreibt er die Kunstmittel, die eingesetzt werden können, damit dem Betrachter sowohl die Einheitlichkeit und Einmaligkeit des Moments als auch die zeitliche Qualität alles Dramatischen vor Augen tritt.

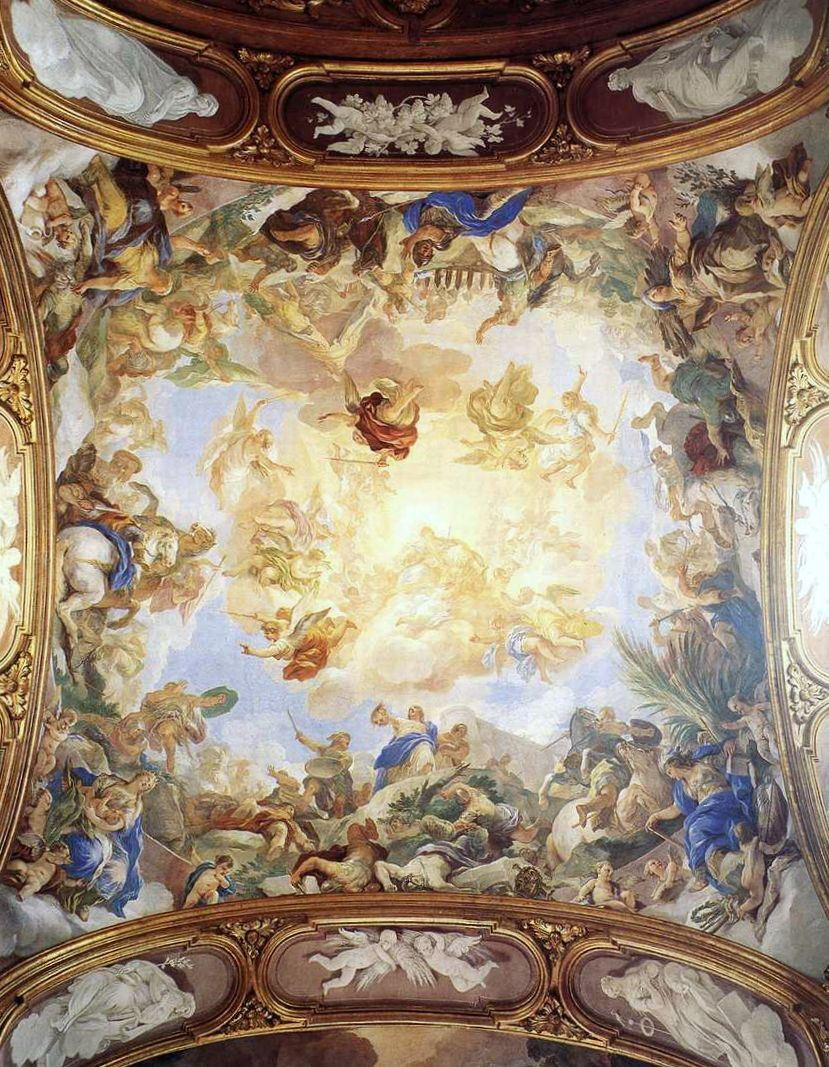
Triumph der Judith (1704), ein von Shaftesbury als vorbildlich betrachtetes Fresko von Luca Giordano im Museo Nazionale di San Martino, Cappella del Tesoro, Neapel

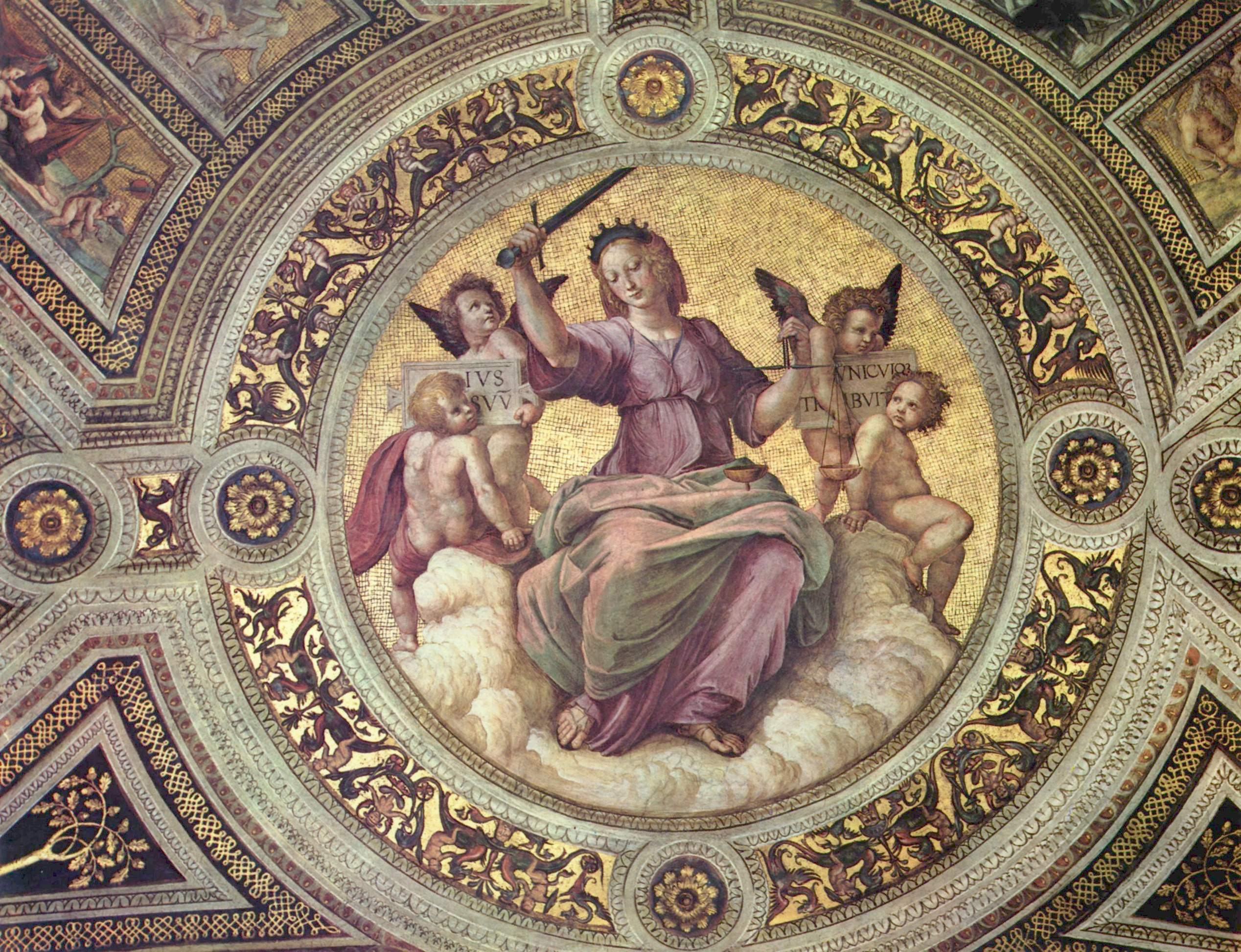
Justitia (1509/10), das von Shaftesbury als besonders gelungen gelobte Fresko Raffaels in der Stanza della Segnatura im Vatikan

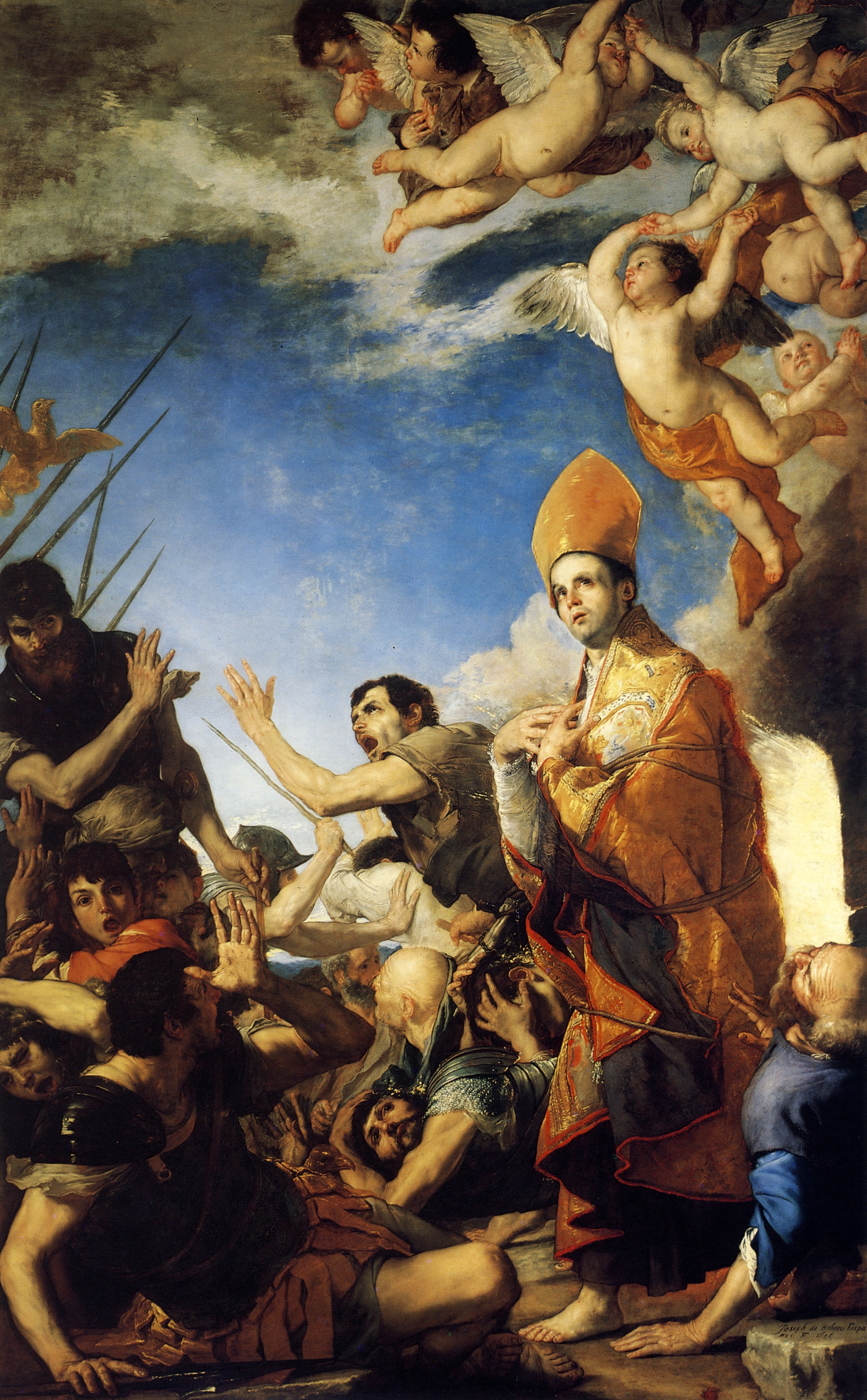
Das in den 1640er Jahren von Jusepe de Ribera geschaffene Altargemälde San Gennaro geht unversehrt aus dem Brand in der Kathedrale von Neapel, ein von Shaftesbury gewähltes Negativbeispiel

#### Das gelungene und das misslungene Werk
Ob es im Einzelfall gelungen ist, die Elemente eines Kunstwerks zu einer echten Einheit zu verbinden, erkennt man anhand des Kriteriums der „Übersichtlichkeit“. Darunter ist eine Gestaltung zu verstehen, die es dem Betrachter ermöglicht, die Teile des Werks mit Leichtigkeit zu überblicken und dabei stets die Hauptsache im Auge zu behalten. Bei einem Gemälde muss es möglich sein, den Blick gleichsam unbeweglich im Zentrum ruhen zu lassen und dabei alles, worauf es ankommt, auf einmal zu erfassen. Die Teile des Bildes sollen wie die Glieder eines Leibes zusammengefügt und aufeinander bezogen sein. Klarheit ist die Devise. Die Komposition soll nur wenige Figuren enthalten, der landschaftliche Hintergrund auf ein Minimum reduziert werden. Das Bild ist gleichsam ein stummes Drama; der Maler soll sich nicht als Epiker, sondern als Dramatiker betrachten. Nur dann ist sein Werk ein Tableau (tablature), „ein einzelnes, in einem einzigen Blickpunkt zusammengefasstes und nach einer einzigen Vorstellung, Sinngebung oder Grundidee gestaltetes Stück, das durch wechselseitige und notwendige Beziehung seiner Teile ein wirkliches Ganzes ausmacht“. Dieses Ordnungsprinzip soll für alle Kunstgattungen gelten. Die anzustrebende Einheit des Kunstwerks setzt eine hohe Konzentration, Intensität und Fülle in der Darbietung des Sujets voraus.
Zu fordern ist die Beachtung aller Gesetze und Maximen der künstlerischen Darstellung, die Shaftesbury anhand von Beispielen aus der Malerei veranschaulicht. Als Klassizist betont er die Vorbildlichkeit der antiken Meister, deren Werke jeder Künstler gründlich zu studieren habe, und preist die Künstler der Renaissance in Italien. Die Orientierung der Barockmalerei an den Leidenschaften missbilligt er; nichts darf übertrieben sein. Als Beispiele für herausragendes Gelingen nennt er die Fresken Justitia von Raffael und Triumph der Judith von Luca Giordano, als extremes Gegenbeispiel Jusepe de Riberas Altargemälde San Gennaro geht unversehrt aus dem Brand. Shaftesburys Angriffe auf Maler wie Ribera und Pietro da Cortona richten sich gegen typisch barocke Phänomene, die er mit dem abwertenden Ausdruck gotisch bezeichnet.
Analog fallen Shaftesburys Urteile auf literarischem Gebiet aus: Dort macht er sich das Qualitätskriterium der Handlungseinheit aus der Poetik des Aristoteles zu eigen, tritt für schlichte Natürlichkeit ein und verdammt den Hang zum Exotischen und Phantastischen als Dekadenzphänomen. Demgemäß lobt er antike Klassiker wie Horaz und betrachtet Autoren wie Ludovico Ariosto und Torquato Tasso als Verderber echter Bildung. Ariost höher zu schätzen als Vergil oder einen Roman höher als Homers Ilias ist aus seiner Sicht ein Zeichen vulgären Geschmacks. Ein Musterbeispiel der von Shaftesbury verachteten „Gotik“ ist die Gattung der Ritterromane, die das mittelalterliche Ritterideal darstellen. Daher äußert er sich anerkennend über Cervantes, der mit seinem Don Quijote das Rittertum erfolgreich lächerlich gemacht und damit dieser Geschmacksverirrung ein Ende gesetzt habe.
In der Dichtkunst und Schriftstellerei nennt Shaftesbury als Grundbedingung des Gelingens das Zurücktreten des Autors. Der Urheber des Werks soll fast überhaupt nicht in Erscheinung treten, und an seiner Abwesenheit erkennt man, dass er ein Meister ist. Ein guter Autor „beschreibt weder Eigenschaften noch Tugenden, beurteilt nicht die Sitten, hält keine Lobreden und gibt auch nicht selbst die Besonderheiten an, und dennoch macht er seine handelnden Personen sichtbar. Sie zeigen sich selbst. Sie selbst sind es, die so reden, dass sie sich in allem von allen unterscheiden und immer sich selbst gleichen.“ Der unübertroffene Meister solcher Darstellung ist nach Shaftesburys Urteil Homer. Er konnte seine Helden so lebendig machen, dass der Tragödie nach ihm nichts mehr zu tun übrig blieb, als seine Dialoge und Charaktere in Szenen umzusetzen.
Ein weiterer wichtiger Faktor des Gelingens in literarischen Werken und in den bildenden Künsten ist die Auslassung, die „Ellipse“. Damit ist das gemeint, was der Urheber des Werks nicht ausdrückt, sondern nur andeutet und der Vorstellungskraft seines Publikums überlässt. Das nicht explizit Vorgegebene muss ergänzt werden, und dieser Vorgang des Füllens von Leerstellen erzeugt im Leser oder Betrachter Freude. Voraussetzung dafür ist ein angemessenes Verhältnis zwischen vorgegebenen und ausgelassenen Anteilen.

#### Schönheit und Enthusiasmus
Shaftesbury unterscheidet scharf zwischen dem Enthusiasmus der Fanatiker, den er verurteilt, und der enthusiastischen Hingabe an das Schöne, die er verherrlicht. Nach seinem Verständnis ist der ästhetische Enthusiasmus ein erhabener Zustand, der eintritt, wenn der Mensch geistig über die eigene Endlichkeit hinausgeht. Diese Erfahrung unterscheidet sich fundamental vom normalen Erleben. Den Anstoß dazu gibt die Betrachtung der Schönheit in den Werken der Natur und die daraus folgende Reflexion, die es ermöglicht, die Unendlichkeit der göttlichen Kraft zu erkennen und die von ihr abgeleitete Kraft des menschlichen Geistes zu würdigen, obwohl der Zweck der Weltordnung verborgen bleibt. Solche Einsicht ist nicht abstrakt und theoretisch. Sie ist stets vom leidenschaftlichen Affekt des Enthusiasmus begleitet und führt zwangsläufig zu entsprechendem Handeln.

#### Naturschönheit und Gartenkunst
Die Ordnung, die für Shaftesbury in der Natur wie in der Kunst das Merkmal des Schönen und Wertvollen ist, liegt im Zusammenspiel der Elemente, sie beruht nicht auf einer sichtbaren regulären Struktur. Schönheit ist nicht in einem äußerlichen Sinn zu verstehen, etwa als Auftreten geometrischer Muster in einzelnen Naturformen. Im Gegenteil: Ein rauer Felsen, eine Höhle oder ein Wasserfall sind als Erscheinungen von Naturschönheit den geometrisch-figürlichen Beschneidungen von Bäumen und Gebüsch in den großen Gartenanlagen an den Höfen der Herrscher weit überlegen. Das menschliche Unternehmen, der Natur reguläre Formen aufzuzwingen, verbessert das Gewachsene nicht. Shaftesbury findet die Vorstellung abwegig, dass ein Rasen oder ein gestutzter Busch schöner sein könne als eine alte Eiche oder Zeder. Im Sinne dieses Natürlichkeitsideals missbilligt er auch die steife Kleidung der Barockzeit, welche die natürliche Bewegung des menschlichen Körpers hemmt. Anschauungsmaterial für die Überlegenheit des unverfälscht Natürlichen findet er auch im Gegensatz zwischen freilebenden und zahmen Tieren. Anders als Aristoteles sieht er in der Zähmung keine Verbesserung, sondern Degeneration.
Der Unterschied zwischen dem geläufigen Schönheitsbegriff und dem von Shaftesbury vertretenen zeigt sich in seiner Einschätzung der wilden Natur besonders deutlich. Die übliche Bewertung mancher Pflanzen oder Insekten als abscheulich beruht nach seiner Auffassung auf einer oberflächlichen Wahrnehmung, die nicht über Äußerliches hinausreicht. Diese Unzulänglichkeit der Betrachtung soll überwunden werden, indem man von den hässlich erscheinenden Körpern zum inneren Gestaltungsprinzip durchdringt. Aber auch beim schön Wirkenden soll man sich nicht mit dem oberflächlichen Eindruck begnügen. Obwohl die Proportionen der „lebenden Architektur“, die sich dem Auge darbieten, herrlich sind, können sie einen anspruchsvolleren Betrachter nicht auf Dauer befriedigen. Das vermögen nur die Kräfte, die das Geformte gestaltet haben, und diese erweisen sich dem Erkennenden immer als einheitlich, harmonisch und schön.
Trotz der Bevorzugung der wilden Natur bejaht Shaftesbury die Gartenkunst, die der Pflanzenwelt vom Menschen festgelegte Strukturen auferlegt, und gibt dafür Regeln an. Die Gartenkunst soll die wilde Natur nicht imitieren; vielmehr soll sie sich in dem ihr angemessenen Rahmen an den Prinzipien orientieren, die der Naturschönheit zugrunde liegen.

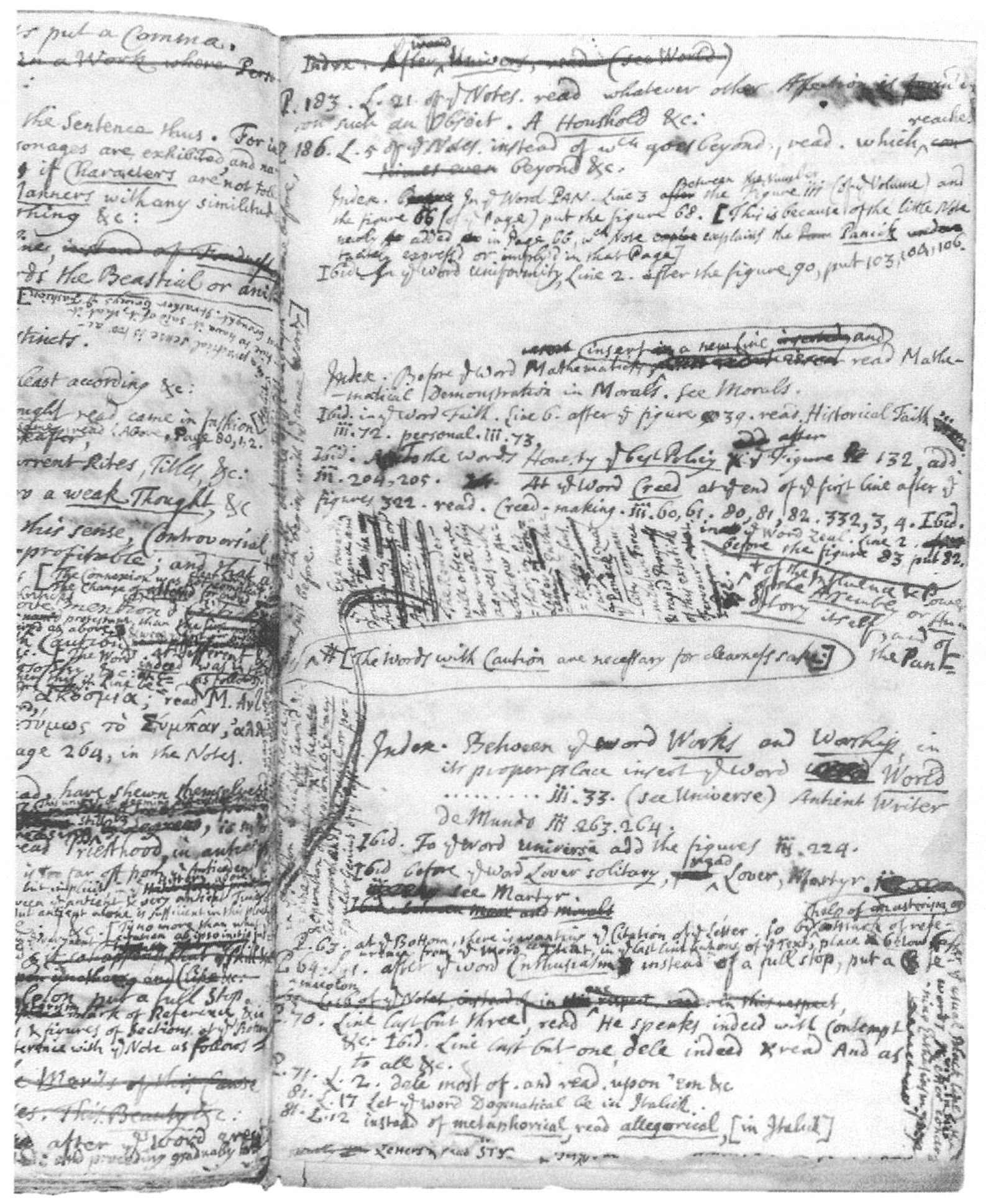
Notizen Shaftesburys für die geplante Neuausgabe seiner gesammelten Schriften. London, British Library, BLC C.28.g.16

### Zusammenschau

#### Die Einheit von Ethik und Ästhetik
Durch das Konzept des moralischen Sinnes wird das Gute bei Shaftesbury gleichsam zum Gegenstand einer Sinneswahrnehmung. Darin zeigt sich die enge Verwandtschaft von Ethik und Ästhetik, denn das Gute zeichnet sich ebenso wie das Schöne dadurch aus, dass es intuitiv erfasst wird und affektiv bewegt, indem es den Betrachter berührt und hinreißt. Gemäß dieser Analogie kann man von „moralischer Schönheit und Hässlichkeit“ sprechen.
Das Merkmal, das Ethik, Kunst und Natur verbindet, ist das, was in allen drei Bereichen bewundert wird und die Vollendung ausmacht: die Ordnung der Teile, ihr Einklang und ihre stimmige Verbindung zu einem Ganzen. Was auf ethischem Gebiet das Zusammenwirken der einzelnen Systeme – vom Privatsystem eines Individuums bis zum Kosmos – unter dem Gesichtspunkt des für alle Zuträglichen ist, das ist in der Kunst und in der Natur das angemessene und damit schöne Verhältnis der Elemente eines Objekts zueinander und die Art ihrer Zusammenfügung, die bewirkt, dass aus ihnen eine Einheit entsteht.
Die Gemeinsamkeit von Natur, Kunst und Sittlichkeit ergibt sich daraus, dass sie denselben Ursprung haben: die göttliche Quelle aller Vorzüglichkeit. Aus ihrer Verwandtschaft folgt jedoch nicht, dass sie aufeinander zurückgeführt werden können. Sie sind einander ähnlich, aber von je eigener Beschaffenheit. Das moralische Urteil ist für Shaftesbury nicht – wie eine verbreitete, seinen Gedanken verkennende Deutung behauptet – ein Spezialfall des ästhetischen, und die Ethik ist kein Naturprodukt. Vielmehr sind die drei Bereiche eigenständige, zusammenpassende Bestandteile des einheitlich geordneten Universums. Sie weisen ihre je besondere Einheit auf und sind zugleich harmonisch zusammengefügte Elemente der alles übergreifenden Einheit der Welt. Kunst und Moral bringen aus Freiheit das hervor, was in der Natur bereits gegeben ist.
Die Einheit von moralischer Bildung und künstlerischem Schöpfertum reicht aber noch tiefer. Sie beschränkt sich nicht auf die Gleichartigkeit des bewusst gestaltenden Umgangs mit dem, was jeweils erzeugt werden soll. Vielmehr sind Kunst und Ethik auch hinsichtlich des Ziels aufeinander bezogen. Dieses ist für den Menschen letztlich nur eines: das Gelingen seines Lebens als freies Individuum und als mitwirkender Teil der übergeordneten Gemeinschaften, in die er eingebettet ist. Daher bezweckt auch die Kunst einschließlich der Belletristik im Grunde nichts anderes als die naturgemäße Ordnung und Kultivierung der Gemütsbewegungen und damit die Verwirklichung der richtigen Haltung. So gesehen ist sie mit der Ethik untrennbar verbunden. Sie soll „die der menschlichen Seele eigentümlichen Schönheiten mittels angemessener Szenerien und Gegensätze darstellen“.
Es kann jedoch nicht die Aufgabe eines literarischen Werks oder Kunstwerks sein, den Leser unmittelbar über ethische Forderungen zu belehren. Die schönen Künste dürfen keine Regeln und Vorschriften geben; vielmehr haben sie sich auf reine, getreue Darstellung des Wirklichen zu beschränken. Doch gerade wenn sie diese Aufgabe gut erfüllen, tragen sie wesentlich dazu bei, dass der Betrachter die Welt und seine Rolle in ihr richtig aufzufassen lernt. Damit ergänzen sie die belehrende Wirkung der Naturbetrachtung. Das stellt sich für Shaftesbury so dar: Indem bildende Kunst und Dichtung eine Erfahrung von Schönem ermöglichen, stimulieren sie den Sinn für Ästhetik. Wird dieser Sinn durch die Betrachtung von Kunst und Natur angeregt, so hat das für den denkenden Menschen Folgen: Wer sich der Schönheit einzelner Dinge und Strukturen zuwendet, ist zur Reflexion darüber berufen. Das ästhetische Erleben von Einzelnem regt zur Beschäftigung mit der universellen Schönheit der Welt an. Man gelangt zur gedanklichen Betrachtung des Schönen in der Gesamtheit der Natur, in der nichts wertlos, leer oder überflüssig ist. Einzeldinge können nicht durch sich selbst gut und schön sein, sondern nur als Bestandteile einer guten und schönen Welt; das Ganze kann nicht weniger vollkommen sein als seine Teile. Mit solcher Einsicht gewinnt man einen Zugang zum Verständnis des universalen Systems und kann es würdigen. Dann tritt dem Betrachter auch die Präsenz des allgemeinen Prinzips des Guten und Schönen in der Menschenwelt und in seiner eigenen Seele vor Augen. So wird er befähigt, sich als moralisches Wesen in einer moralischen Welt zu erkennen und eine entsprechende Haltung einzunehmen.
Außerdem besteht eine Gemeinsamkeit von Ethik und Ästhetik darin, dass der Kunstgeschmack ebenso wie der moral taste nur durch Einüben der autonomen, unbeirrbaren Urteilskraft des Individuums ausgebildet wird. Man muss sich dabei von kollektiven Vorurteilen emanzipieren, was mit beträchtlicher Anstrengung verbunden ist. Es kommt darauf an, dass der Übende seine authentischen Neigungen gegen den beständigen Widerstand verführerischer Kräfte wie Gewohnheit und Mode entwickelt. Man darf sich nicht von fragwürdigen Mehrheitsmeinungen beirren lassen. Die Ausformung des moralischen ebenso wie des ästhetischen Geschmacks erfordert eine konsequente Absage an die Anpassungsbereitschaft des Menschen. Schädliche Konstrukte wie public taste (Publikumsgeschmack) und universal judgment (Urteil der Allgemeinheit) sind zu verwerfen. Der ästhetische Geschmack ist somit wie der moralische eine Errungenschaft des freien Individuums, das sich vom Kollektiv abgrenzt. Er ist aber nicht Ausdruck von persönlichen Vorlieben, sondern Erfassung des objektiven Werts, der einem Objekt aufgrund seiner Schönheit zukommt.
Einsichtig wird die Einheit von Ethik und Ästhetik – von äußerer und innerer Schönheit – nur für den, der beide Bereiche erkundet. Dem reinen Fachphilosophen, der sich spekulativ um das Verständnis der Weltzusammenhänge bemüht, steht der reine Ästhet gegenüber, der zwar hochgebildet ist, aber nur den Genuss der schönen Sinnesobjekte kennt. Ein kultivierter Liebhaber des Schönen – ein virtuoso, wie ihn Shaftesbury nennt – verfehlt durch seine Einseitigkeit das Lebensziel, wenn er nicht zum Philosophen wird. Ihm bleibt die höhere Schönheit, die in der Tugend liegt, verborgen. Ebenso verirrt sich der Philosoph, der seine ästhetische Geschmacksbildung vernachlässigt, in unfruchtbarer Spekulation. Ihm wird die innere Stimmigkeit seiner Theorie wichtiger als die Sache selbst. Nur durch die Verbindung von ästhetischem Geschmack und philosophischer Reflexion werden beide Einseitigkeiten vermieden.

#### Freiheit als übergreifendes Prinzip des Erschaffens und Gedeihens

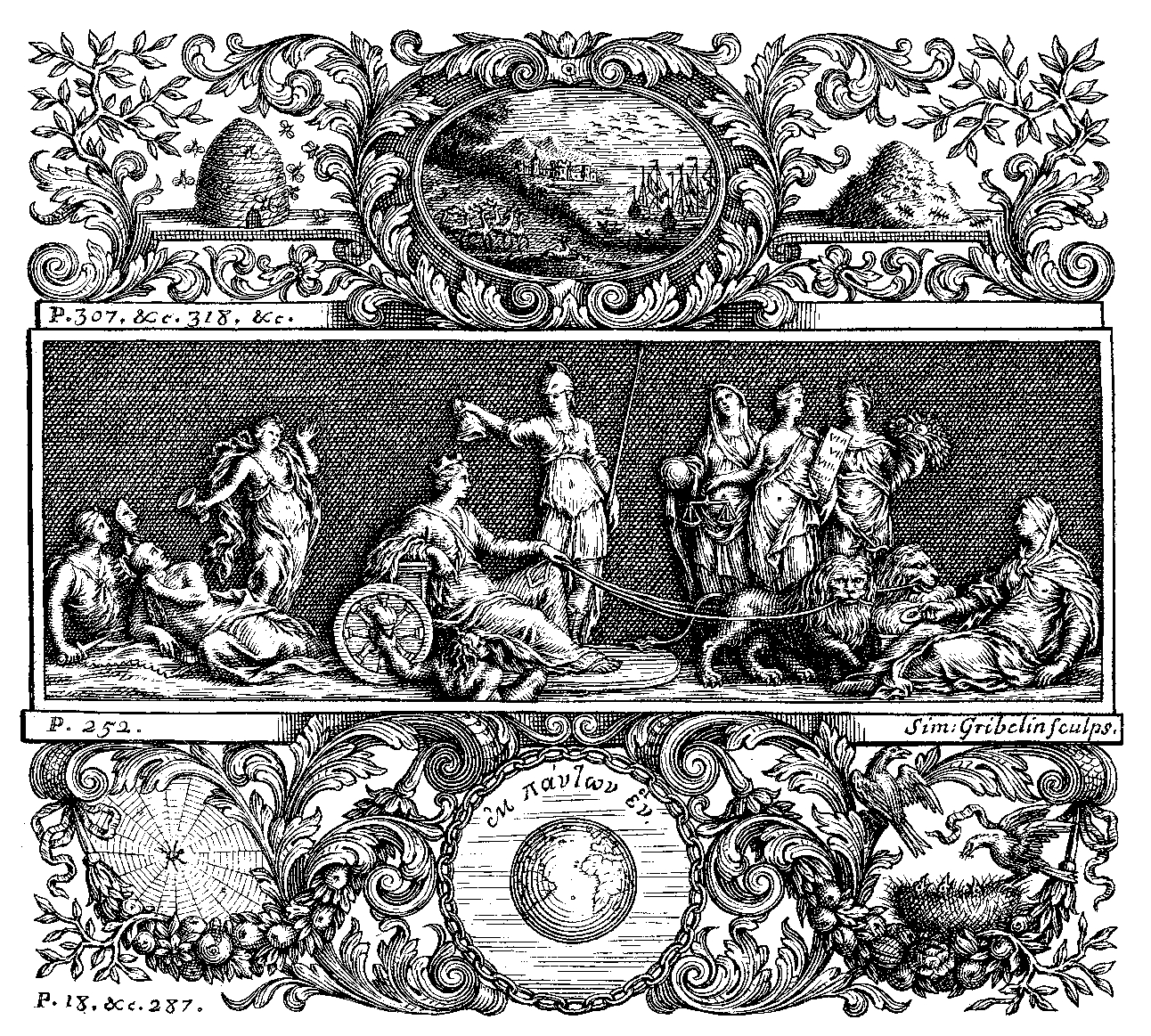
Triumph der Freiheit. Das nach Shaftesburys Anweisungen gestaltete Emblem auf dem Titelblatt des zweiten Bandes der Characteristicks. Die Gestalt auf dem Wagen in der Mitte steht für die moralische Freiheit.

Ein übergeordnetes Element, das die verschiedenen Stränge von Shaftesburys Denken miteinander verknüpft, ist das Prinzip der Freiheit, der Dreh- und Angelpunkt seines Gesamtwerks. Es geht um eine Grundidee, die sowohl äußere, politische Freiheit im Sinne von Rechtsstaatlichkeit, Meinungs- und Gedankenfreiheit als auch innere Freiheit im Sinne des aufklärerischen Vernunft- und Autonomieideals beinhaltet. Diese beiden Aspekte bedingen einander. Shaftesbury beschreibt den Menschen als das Wesen, das im Gegensatz zu den Tieren von der Natur gleichsam „freigelassen“ und zur Selbstgestaltung seiner eigenen Verfügung überlassen wurde.
Die Freiheit, über die der Mensch als Vernunftwesen verfügt, ermöglicht seine Schöpfungen. Sie befähigt ihn, in der Kunst und in der Sittlichkeit eine Einheit zusammenstimmender Elemente zu erschaffen, die der Vereinigung des Vielen zu einem harmonischen Ganzen in den schönen Erzeugnissen der Natur entspricht. Das gilt sowohl für hochwertige literarische und künstlerische Werke als auch für die Früchte der ethischen Bemühungen: die edle Bildung des eigenen Charakters, das gelungene Leben, das dank guter Ordnung gedeihende Gemeinwesen. Der Mensch kann also bewusst aus eigener Kraft Produkte hervorbringen, die hinsichtlich ihrer Gelungenheit den bewundernswerten Leistungen der Natur vergleichbar sind. Dadurch erlangt er, wenn er in Freiheit schöpferisch tätig ist, im Gefüge der Welt eine gottähnliche Stellung. Shaftesbury veranschaulicht diesen hohen Rang des autonom erschaffenden Menschen anhand des antiken Mythos von Prometheus. Nach einer mythischen Überlieferung war der Titan Prometheus als Feuerbringer und Lehrmeister der Urheber der menschlichen Zivilisation. Indem er die Welt der Menschen gestaltete, entfaltete er eine Tätigkeit, mit der er dem Walten der höchsten Gottheit, des Göttervaters Jupiter, nacheiferte. Von solcher Art ist nach Shaftesburys Worten der Dichter, der wie ein Gott seine Schöpfungen hervorbringt. Er ist „in der Tat ein zweiter Schöpfer, ein wahrer Prometheus unter Jupiter. Wie jener unumschränkte, höchste Künstler oder jene universale bildende Natur schafft er ein in sich stimmiges, wohlausgewogenes Ganzes, wobei er die konstituierenden Teile dem Ganzen in rechter Weise unterwirft und unterordnet.“

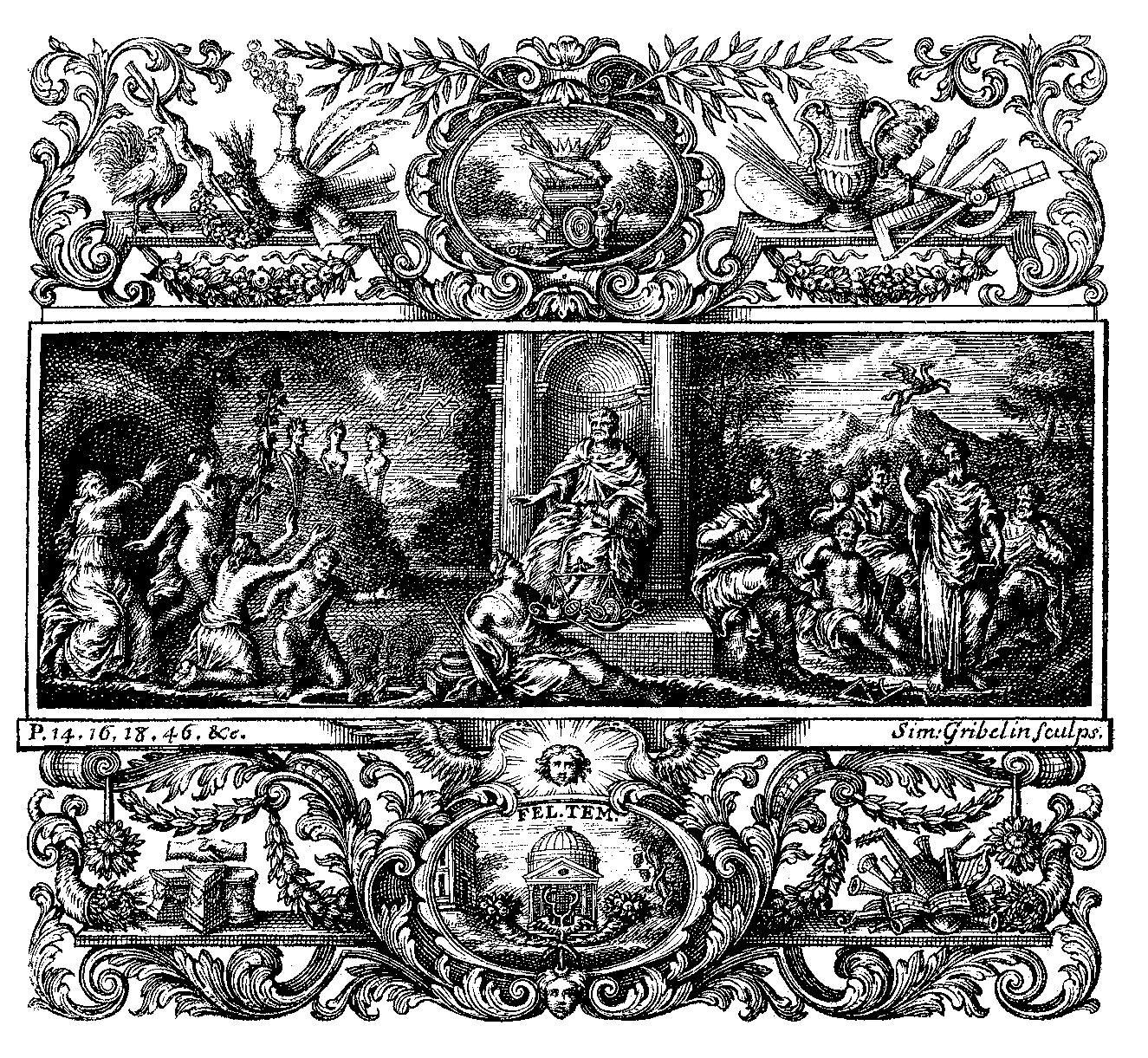
Das nach Shaftesburys Anweisungen gestaltete Emblem auf dem Titelblatt des ersten Bandes der Characteristicks. Die Symbolik soll den harmonischen Zustand der Gesellschaft und die kulturelle Blüte in einem freiheitlich organisierten, gut regierten Staat ausdrücken.

Auch auf der kollektiven Ebene zeigt sich für den Aufklärer die grundlegende Bedeutung der Freiheit. Sie ergibt sich aus den Grundaussagen seiner Anthropologie: Als Gemeinschaftswesen kann der Mensch die Autonomie, zu der er veranlagt ist, nur dann ungestört verwirklichen, wenn die übergeordneten Systeme, denen er angehört, frei sind und damit ein freier öffentlicher Diskurs möglich ist. Politische Unfreiheit korrumpiert nach Shaftesburys kulturhistorischer Bilanz nicht nur die individuelle Moral, sondern behindert auch die Entfaltung von großer Kunst. Dieser doppelte Effekt demonstriert die Verwobenheit von moralischer Haltung und ästhetischem Schaffen, die hier unter dem Gesichtspunkt des Freiheitsprinzips sichtbar wird. Die moralische Qualität einer geschichtlichen Epoche spiegelt sich in ihrer Kunst. Die Freiheit der griechischen Stadtstaaten hat die Blüte der antiken griechischen Kunst ermöglicht, und ebenso hängen die Leistungen der Renaissancekunst ursächlich mit der Freiheit der italienischen Republiken, die Kulturzentren waren, zusammen.
Unfreiheit verhindert nicht nur gute Kunst, sondern erzeugt auch schlechte. Die pauschal abwertend als „gotisch“ bezeichnete Kunst des Mittelalters und ihre Nachwirkungen in der Frühen Neuzeit hält Shaftesbury wie schon Giorgio Vasari für barbarisch. Über Vasaris Kritik hinausgehend sieht er in der „Gotik“ das Produkt einer abergläubischen und unterdrückerischen Mentalität, ein vom Papsttum gesteuertes, katholischer Propaganda dienendes Instrument. Eine solche Grundhaltung meint er auch bei neuzeitlichen Künstlern ausmachen zu können, insbesondere bei Gian Lorenzo Bernini, dessen Werke er als Musterbeispiele einer ästhetisch und moralisch minderwertigen und schädlichen Kunst anprangert.
In diesen Zusammenhang gehört auch die Stoßrichtung von Shaftesburys politischem Engagement. Seine Grundhaltung äußert sich in scharfer Gegnerschaft zur katholischen Forderung nach Glaubensgehorsam, die er als Tyrannei anprangert, und zum monarchischen Absolutismus, den unter den Zeitgenossen in erster Linie König Ludwig XIV. verkörpert. Der politische Kampf des englischen Aufklärers gegen diesen Herrscher ist in erster Linie durch sein Freiheitsbedürfnis motiviert, nicht durch eine nationalistische Frontstellung gegen Frankreich. Auch im eigenen Land widersetzt er sich einer Übermacht der Monarchie. Ebenso wie das französische Expansionsstreben kritisiert er den Glauben an eine historische Mission Englands als dominierende Weltmacht. Schon die Idee der Parteidisziplin bei Parlamentsabstimmungen ist mit seinem Freiheitsverständnis unvereinbar. Ebenso widerstrebt ihm die normsetzende Rolle des Königshofs in der Gesellschaft. So erweist sich die Idee der Autonomie auf allen Ebenen seiner Theorie und Praxis als Leitmotiv.
Im Sinne seines Einheitsdenkens betrachtet sich Shaftesbury als Weltbürger und plädiert für eine kosmopolitische Grundhaltung. Politisch wünscht er jedoch keine Schaffung übergreifender, zentral gelenkter Einheiten, sondern eine multipolare Welt aus souveränen Nationalstaaten. Hier kommt sein Freiheitsbewusstsein ins Spiel, das ihn zur Kritik am Imperialismus bewegt. Große imperiale Staatsgebilde hält Shaftesbury für in vieler Hinsicht unnatürlich. Die Hauptgefahr besteht nach seiner Analyse darin, dass in zu ausgedehnten und heterogenen Staaten der innere Zusammenhalt abhandenkommt und der Gemeinsinn schwindet. In Imperien ist Zentralisierung unvermeidlich, die Distanz zwischen der Hauptstadt und den einzelnen Reichsteilen wirkt sich fatal aus. Durch die Konzentration der Macht über ein sehr ausgedehntes Territorium in wenigen Händen wird die natürliche Grundlage der Verbindung zwischen Regierung und Volk zerstört. Dies wiederum fördert die Tendenz zum Absolutismus und zur Tyrannei. Dem unförmig gewordenen Machtgebilde bringen die Einwohner nicht mehr die Loyalität entgegen, die ein gesunder Staat von seinen Bürgern erwarten kann. Solche übergroße Staaten sind innerlich schwach und nach außen aggressiv. Das hat Bürgerkriege und Eroberungskriege zur Folge. Im Inneren tritt Zwang an die Stelle freiwilliger Mitwirkung der Bürger am Gemeinwesen.
Auch für den nationalen Diskurs ist das Freiheits- und Autonomiekonzept des Aufklärers maßgeblich. Er kritisiert einen „Patriotismus des Bodens“, ein auf das eigene Land bezogenes Nationalbewusstsein, und vergleicht drastisch den Patrioten auf seinem Boden mit einem Pilz, der auf einem Misthaufen gedeiht. Das gemeinsame Bewohnen eines Territoriums schafft keine Gemeinschaft. Ebenso wenig fasst Shaftesbury die Nation als Abstammungsgemeinschaft auf. Vielmehr bestimmt er eine freiwillige Übereinstimmung, die auf gemeinsamen Werten beruht, als Grundlage der Einheit eines Volkes. Damit nimmt er die Grundidee des später so genannten Verfassungspatriotismus vorweg.

#### Kulturpolitische Folgerungen
Seinen allgemeinen Grundsätzen gemäß beurteilt Shaftesbury die soziale, politische und kulturelle Situation Großbritanniens nach der Glorious Revolution und die Zukunft des Landes optimistisch. Die erlangte politische Freiheit werde eine kulturelle Blütezeit zur Folge haben, insbesondere in der Musik und Malerei. Auch für die Wissenschaften sei ein Aufschwung zu erwarten. Für besonders wichtig hält der Aufklärungsdenker die Symbolkraft der urbanistischen Weichenstellungen. Nach seinem Urbanistikverständnis ist die Architektur ein bedeutsamer Ausdruck der gesellschaftlichen Verhältnisse, und die Kunstpolitik im Bereich des öffentlichen Bauens hat die Erfordernisse der Zeit zu berücksichtigen. Daher ist der von den Tories geplante Bau von fünfzig neuen Kirchen im Londoner Stadtraum abzulehnen. Das Hervortreten von Kirchtürmen im Stadtpanorama ist eine Demonstration der Macht der anglikanischen Staatskirche und zeigt die Unterwürfigkeit der Londoner gegenüber dieser Institution. Dies ist in einer Epoche der Befreiung vom Glaubenszwang nicht zeitgemäß. Shaftesbury kritisiert auch die Kunstpolitik des Hofes und speziell den Hofarchitekten Christopher Wren und dessen Plan der Stadtentwicklung. Seiner Ansicht zufolge darf man die Gestaltung bedeutender öffentlicher Bauten nicht der Willkür einzelner Entscheidungsträger überlassen. Der Stadtraum ist ein Raum der Öffentlichkeit, die daher in ihrer Gesamtheit in die Entscheidungsprozesse einbezogen werden muss. Dies ist ein wichtiger Aspekt der Freiheit im kulturellen Bereich.
Shaftesbury beklagt, dass die höfische Kultur durch Prunk, Schwulst und Ausschweifung den Kunstgeschmack verderbe und insbesondere in einem absolutistischen Staat zum Niedergang der Kunst und des ästhetischen Urteilsvermögens führe. Diese These untermauert er mit ausführlicher Kritik an den kulturellen Verhältnissen im Frankreich Ludwigs XIV. Der Einfluss des dekadenten Königshofes wirke sich auf dem Gebiet der Malerei in der Neigung zu schwülstigem Kolorit mit affektierter Gestik der Figuren und theatralischer Handlung aus. So sei die Malerei von Charles Le Brun ruiniert worden. Lob verdiene hingegen Nicolas Poussin, der sich dem Druck des Hofes widersetzt habe. Generell wendet sich Shaftesbury gegen den Einfluss mächtiger staatlicher und kirchlicher Auftraggeber, der die Kunst in den Dienst bestehender Machtverhältnisse stelle und damit herabwürdige. Dies sehe man am Beispiel Raffaels, der zwar ein großartiger Meister sei, aber sich in manchen Fällen den Vorstellungen seiner kirchlichen Auftraggeber gebeugt habe; darunter habe die Qualität der so entstandenen Gemälde sehr gelitten. Auch in diesem Bereich verknüpft Shaftesbury Moral und Ästhetik: Er bezeichnet Poussin und Salvator Rosa als „moralische Künstler“, die ihre Unabhängigkeit zu wahren wussten.
Shaftesburys Misstrauen gegenüber staatlicher Kunstpolitik ist so tief, dass er sogar die Idee der Gründung einer staatlichen Akademie der Künste in England problematisch findet. Da er eine Bevormundung und Instrumentalisierung der Kunst befürchtet, hält er es nicht für wünschenswert, dass die Förderung der Künste vom Hof ausgeht; diese Aufgabe soll vielmehr von der Whig-Aristokratie übernommen werden.

## Rezeption

### Zeitalter der Aufklärung
Im 18. Jahrhundert wurden Shaftesburys Gedanken sowohl in Großbritannien als auch auf dem Kontinent breit rezipiert. Starken Widerhall fanden sowohl die Ästhetik und Kunsttheorie als auch das Autonomiekonzept, das in der Religions- und Kirchenkritik und in der Polemik gegen unbeschränkte monarchische Macht konkreten Ausdruck fand. Mit der philosophischen Fundierung des ästhetischen Enthusiasmus und der Geschmackslehre setzte Shaftesbury Impulse, die für die Ästhetik der Aufklärungsepoche wegweisend wurden. Der Publikumsgeschmack in Malerei, Architektur und Gartenkunst zeigte den anhaltenden Einfluss seiner Grundsätze. Als vorbildlich galt seine lebensnahe, gesprächsorientierte Darstellung philosophischer Ideen.
Stark umstritten war Shaftesburys These, der aufgeklärte Mensch könne sich sein religiöses Gottes- und Weltbild mittels seiner eigenen Weltwahrnehmung und Vernunft erschaffen und sei somit nicht auf eine göttliche Offenbarung angewiesen. Die Behauptung, der Offenbarungsglaube sei für die Religion unnötig, galt als Merkmal einer Strömung, die man in den kontroversen religiösen und philosophischen Debatten der Aufklärungszeit als Deismus zu bezeichnen pflegte. Daher wurde Shaftesbury von seinen Gegnern zu den Deisten gezählt. Diese Einordnung war allerdings schon im 18. Jahrhundert umstritten. Sie ist problematisch, weil es für den Begriff Deismus unterschiedliche Definitionen gibt und die sogenannten Deisten stark divergierende Meinungen vertraten.

#### Großbritannien
In Großbritannien stießen die Ideen des Frühaufklärers bei „Freidenkern“ wie Anthony Collins und bei liberalen Theologen auf ein starkes Echo und breite Zustimmung, während hofnahe Kreise sie ablehnten oder nicht beachteten. Seine Werke erschienen in zahlreichen Auflagen, und in der zweiten Hälfte des 18. Jahrhunderts gehörten die Grundzüge seines Denkens bereits zum allgemeinen Bildungsgut. Trotz der kirchenfeindlichen Äußerungen war die Aufnahme im christlichen Milieu teils wohlwollend; manche Christen, denen die Offenbarungs- und Kirchenkritik missfiel, schätzten einen Teil des moralphilosophischen Gedankenguts. Die Characteristicks of Men, Manners, Opinions, Times waren außerordentlich populär; nach der Einschätzung des Dichters Alexander Pope (1688–1744) fügten sie dem Offenbarungsglauben in England größeren Schaden zu als alle anderen religionskritischen Werke zusammen. Das Ideal der politeness wirkte sich besonders auf die sozialen Vorstellungen der schottischen Aufklärung aus. Oliver Goldsmith stellte 1759 fest, Shaftesbury habe in Großbritannien mehr Nachahmer als jeder andere Schriftsteller.
Alexander Pope, die schottischen Aufklärer Francis Hutcheson (1694–1746), George Turnbull (1698–1748) und David Fordyce (1711–1751) sowie der Politiker und Gelehrte James Harris (1709–1780) griffen Shaftesburys Ideen auf und trugen zu ihrer Verbreitung bei. Pope entwarf in seinem 1732–1734 anonym veröffentlichten Lehrgedicht An Essay on Man ein von The Moralists beeinflusstes Bild von der menschlichen Natur und der Stellung des Menschen im Kosmos. Hutcheson übernahm das Konzept des moral sense, den er ebenso wie den Schönheitssinn der unveränderlichen Natur des Menschen zuwies, verwarf aber als Christ die Religionskritik, die er auf persönliche Vorurteile des Lords gegen das Christentum zurückführte. Die Dichter James Thomson (1700–1748), Mark Akenside (1721–1770) und William Shenstone (1714–1763) verwerteten ebenfalls Gedanken Shaftesburys, und der Staatsmann und Truppenbefehlshaber James Stanhope (1673–1721) nahm seine Tugend- und Geschmacksgrundsätze mit Begeisterung auf. Auch der anglikanische Theologe und Philosoph Joseph Butler (1692–1752) war stark von der Anthropologie des Frühaufklärers beeinflusst, von dessen Überlegungen zu den natürlichen Systemen und zur Struktur des Gemüts er sich inspirieren ließ. Allerdings erwähnte er ihn selten und nur, um seine Position zu kritisieren.
Bei manchen Freidenkern erregte Shaftesburys Weltbild Anstoß. Ein profilierter Gegner seiner Moralphilosophie in diesem Lager war sein gleichaltriger Zeitgenosse Bernard Mandeville, der mit seiner provozierenden Satire Die Bienenfabel Aufsehen erregte. Mandeville befand, die Gedanken des Lords stellten zwar ein großes Kompliment an die Menschheit dar, seien aber leider falsch. Moralische Urteile seien nichts als zeitbedingte Gewohnheiten. Die Tugendhaftigkeit basiere keineswegs auf einer angeborenen Anlage zum Guten, sondern sei anerzogen. Sie widerspreche der tierischen Veranlagung des Menschen, sei eine abgewandelte Form des Eigennutzes und liege überdies gar nicht im Interesse des Gemeinwesens, dessen Prosperität sie vielmehr hemme. Mandevilles Angriff richtete sich sowohl gegen das Christentum als auch gegen die natürliche Religion und die Vorstellung einer objektiven Moral. Mit seinem konsequenten Naturalismus und seiner Fundamentalkritik am optimistischen Menschenbild und an den philosophischen Tugendlehren erregte er heftigen Widerspruch. Eine anhaltende Debatte über die gegensätzlichen Modelle Mandevilles und Shaftesburys wurde sowohl in Großbritannien als auch auf dem Kontinent und in den amerikanischen Kolonien geführt. Dabei trat Francis Hutcheson als Verteidiger von Shaftesburys Moralphilosophie hervor.
Kritisch äußerte sich auch der freidenkerische Philosoph David Hume. Er entnahm zwar Shaftesburys Ethik und Ästhetik Anregungen, lehnte aber seine religiösen Ideen ab. Für unbegründet hielt er die Hypothese eines durch göttliches Wirken zweckmäßig strukturierten kosmischen Systems und die Einordnung des Menschen in einen solchen Zusammenhang. Dieses Weltbild betrachtete er als Frucht eines unangebrachten Enthusiasmus.
Kontrovers diskutiert wurde die Bedeutung von Vernunft und Gefühl in der Ethik. Hutcheson griff die Idee des moralischen Sinnes zwar auf, wandelte sie aber beträchtlich ab. Er meinte, für die Tugend komme die entscheidende Rolle dem moral sense und den Gemütsbewegungen und nicht der Vernunft zu. Mit seiner Abwertung der Vernunft veränderte er das ursprüngliche Konzept und gab den folgenden Debatten eine neue Ausrichtung. Das hatte zur Folge, dass Shaftesburys Tugendlehre später oft im Licht von Hutchesons gefühlsethischer Interpretation aufgefasst und damit verzerrt wurde.
Viel Beachtung fand im 18. Jahrhundert die Idee einer kritischen Beleuchtung zweifelhafter Ansprüche mittels Humor. Dabei wurde der Vorschlag des Lords, Anmaßung durch das Aufzeigen ihrer Lächerlichkeit zu entlarven, vergröbert und sein Anliegen verfälscht: Man machte aus der scherzhaften Prüfung, ob etwas lächerlich und somit fragwürdig ist, einen „Wahrheitstest“ und unterstellte Shaftesbury die Behauptung, auf diesem Weg lasse sich der Wahrheitsgehalt einer Aussage ermitteln. Darüber wurde gestritten, doch in Wirklichkeit stammt die These in dieser Form nicht von Shaftesbury.
In den anhaltenden heftigen religiösen Kontroversen des 18. Jahrhunderts wurde neben anderen freidenkerischen Aufklärern auch Shaftesbury zum Ziel von Angriffen. Der anglikanische Philosoph George Berkeley veröffentlichte 1732 die Alciphron-Dialoge, in denen er den christlichen Glauben sowohl gegen Mandeville als auch gegen Shaftesbury verteidigte. Er griff Shaftesbury mit der Waffe der Ironie an, wobei er die gegnerische Position teils unrichtig wiedergab. Ironisch äußerte sich auch der Calvinist John Witherspoon.
Die christlichen Publizisten, die das Konzept der natürlichen Religion bekämpften, urteilten größtenteils aus der Perspektive der anglikanischen Kirche. Mit der kirchlichen Position verband sich politische Gegnerschaft zu den Whigs. In diesen Kreisen verübelte man Shaftesbury besonders seine Empfehlung im Brief über den Enthusiasmus, Glaubensfragen mit Humor zu behandeln. Schon im Erscheinungsjahr des Briefs wurden drei Gegenschriften veröffentlicht. Die anglikanische Schriftstellerin Mary Astell, die mit einem Pamphlet auf den Brief über den Enthusiasmus reagierte, wandte sich vehement gegen den humorvollen Umgang mit religiösen Aussagen. Sie sah darin einen Angriff auf die Religion, den sie mit Ironie abzuwehren versuchte. Fundamentalistische christliche Autoren widersetzten sich den Bestrebungen von Shaftesburys Anhängern, die natürliche Religion als mit dem christlichen Glauben vereinbar darzustellen. Ihnen missfiel vor allem das Eindringen seiner Ideen in das Bildungswesen. Kritische Stellungnahmen zu den Characteristicks publizierten u. a. John Balguy, William Warburton, John Brown und John Leland.
In der zweiten Hälfte des 18. Jahrhunderts war das Interesse des britischen Lesepublikums an dem lange bewunderten und nachgeahmten Autor deutlich geringer als zuvor, es wurden weniger Neuauflagen seiner Werke herausgebracht. Sein Stil entsprach nicht mehr dem Publikumsgeschmack und wurde von der Literaturkritik ungünstig beurteilt.

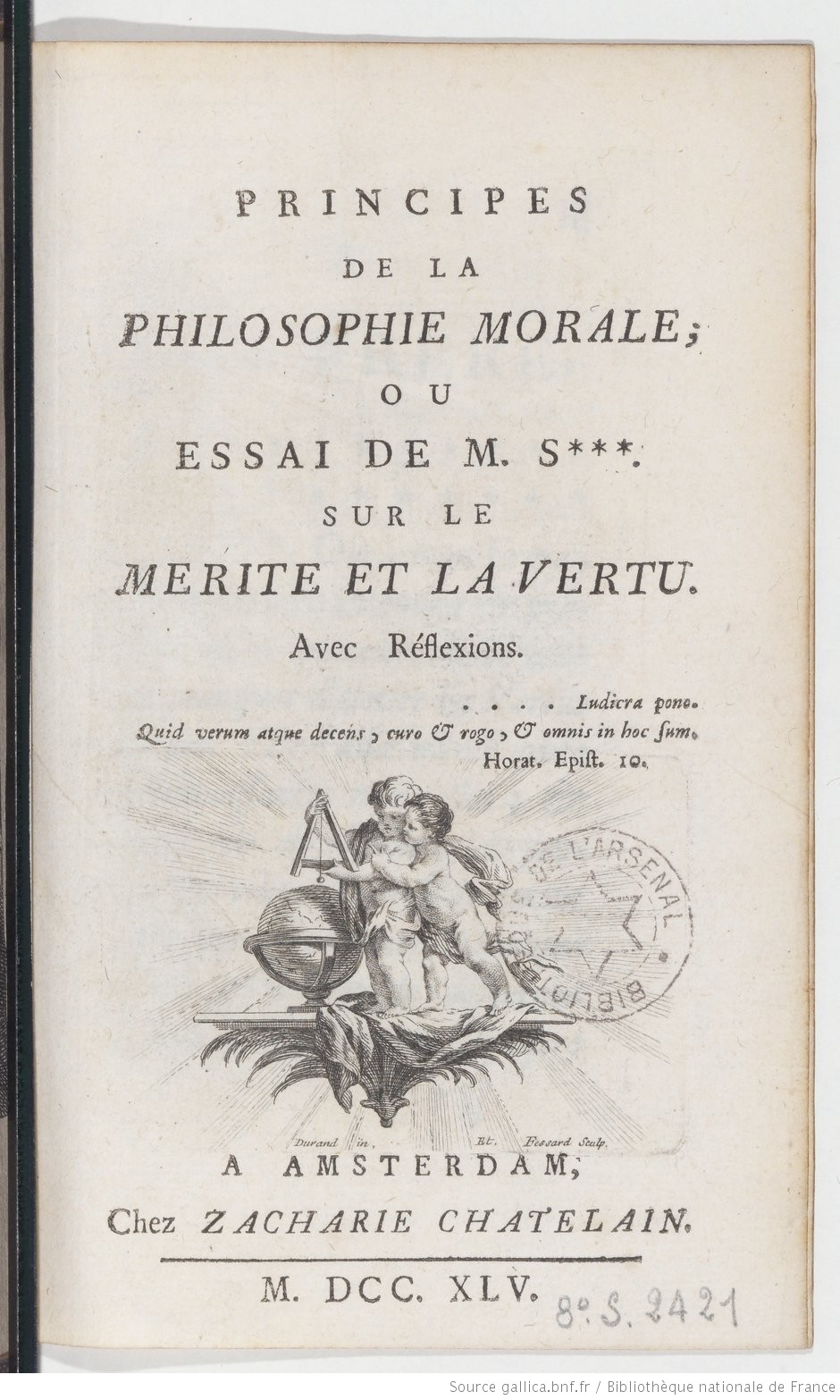
Das Titelblatt von Diderots Übersetzung der Inquiry concerning Virtue, Amsterdam 1745

#### Frankreich
Der Brief über den Enthusiasmus und Sensus Communis wurden schon zu Lebzeiten des Verfassers ins Französische übersetzt. Auf hugenottischer Seite fand sein Eintreten für religiöse Toleranz Beifall. Andererseits stieß seine unsystematische Vorgehensweise, die französischen Gepflogenheiten widersprach, in Frankreich auf Unverständnis. Hohe Wertschätzung fand Shaftesburys Stil bei dem Aufklärer Montesquieu, der ihn zu den vier überragenden Autoren der Weltliteratur zählte. Montesquieu verwertete Ideen Shaftesburys für seine Lettres persanes, die 1721 erschienen.
Denis Diderot veröffentlichte 1745 anonym den Essai sur le mérite et la vertu, eine freie Übersetzung der Inquiry concerning Virtue mit Kommentar. Er meinte, Shaftesbury habe Werke voll erhabener Wahrheiten geschaffen, und sein Stil sei brillant. Allerdings fehle eine befriedigende Begründung für seine Thesen.
Voltaire würdigte Shaftesbury als kühnen Denker. Er schätzte die Kritik des Engländers am Christentum, widersprach aber seinem optimistischen Weltbild, das er für gänzlich verfehlt hielt. Aus anderer Perspektive urteilte der rigorose Atheist Claude Adrien Helvétius. Er übte scharfe Kritik an Shaftesburys Argumentation für eine natürliche Religion. Für Helvétius stellte der Versuch, aus Vernunfterwägungen eine religiöse Weltdeutung abzuleiten, den Höhepunkt der Absurdität dar.

#### Deutscher Sprachraum
Im deutschen Sprachraum fand das Gedankengut des Engländers ab den 1740er Jahren ein besonders starkes und nachhaltiges Echo. Bis um 1800 kannten fast alle bedeutenden deutschsprachigen Schriftsteller, Philosophen und Theologen sein Werk, und meist zählten sie ihn zu den großen Denkern und Anregern.
Gottfried Wilhelm Leibniz war der erste prominente deutsche Leser Shaftesburys. Er entdeckte in dem englischen Aufklärer mit großer Freude einen Gleichgesinnten. Leibniz las die Characteristicks schon bald nach ihrem Erscheinen und vermerkte dazu im Jahr 1712, er habe darin fast den ganzen Gehalt seiner Theodizee vorgefunden. Mit Begeisterung äußerte sich Leibniz über Stil und Inhalt des Dialogs The Moralists, dessen optimistischer Idealismus seiner eigenen Grundüberzeugung entsprach. Allerdings erhob er Einwände gegen den Vorschlag, abwegige Ideen lächerlich zu machen.
Auf literarischem Gebiet fand Shaftesbury den Beifall von Johann Christoph Gottsched. Dieser sehr einflussreiche Theoretiker teilte die Überzeugung des Engländers von der Objektivität des Schönen und stimmte seiner Forderung zu, dass das Phantastische in der Poesie zu meiden sei und der Dichter sich am reinen Vorbild der Natur orientieren solle. Um die Positionierung des Kritikers als literarische, moralische und philosophische Schiedsinstanz zu untermauern, machte sich Gottsched einschlägige Ausführungen im Soliloquy zunutze. Bei der Begründung seiner Überzeugung, dass die Dichtkunst Regeln unterliegen müsse und nicht willkürlichen Geschmacksurteilen nach persönlichen Vorlieben zu überlassen sei, berief sich Gottsched auf den „tiefsinnigen Grafen von Schaftesbury“.
Um die Jahrhundertmitte betätigte sich in Berlin ein Kreis von Literaten, die Shaftesbury bewunderten. Ihre Aktivitäten bildeten einen Höhepunkt der deutschen Shaftesbury-Rezeption. Eine Pionierleistung vollbrachte der Theologe Johann Joachim Spalding, der zwei Schriften des englischen Denkers ins Deutsche übersetzte und in dem Berliner Verlag des Aufklärers Ambrosius Haude herausbrachte: 1745 erschien dort Die Sitten-Lehrer, die deutsche Fassung von The Moralists, und zwei Jahre später folgte die Untersuchung über die Tugend, die Übertragung der Inquiry concerning Virtue, or Merit. Schon 1738 hatte Georg Venzky seine Übersetzung des Soliloquy publiziert. Damit wurde im deutschsprachigen Raum die Sprachbarriere überwunden und eine breite Rezeption ermöglicht. In den Einleitungen zu seinen Übersetzungen verteidigte Spalding das Konzept der natürlichen Religion. Überdies veröffentlichte er 1748 seine Betrachtung über die Bestimmung des Menschen, ein in Anlehnung an das Soliloquy konzipiertes Selbstgespräch.
Ebenfalls von Shaftesburys Gedankengut durchdrungen waren die Unterredungen über die Schönheit der Natur, eine Schrift, die der in Berlin tätige Schweizer Aufklärer Johann Georg Sulzer, ein Freund Spaldings, 1750 im Verlag des inzwischen verstorbenen Haude drucken ließ. Dort erschien auch die Zeitschrift Critische Nachrichten, in der Sulzer, der ein Mitgründer des Blattes war, für den englischen Philosophen warb. Die Berliner Begeisterung strahlte auch in die Schweiz aus: Der Zürcher Gelehrte Johann Jakob Bodmer, der mit Sulzer befreundet war, und der ebenfalls in Zürich wirkende Theologe Johann Georg Schulthess begannen sich mit Shaftesburys Ideen auseinanderzusetzen.
Der Moralphilosoph und Schriftsteller Christian Fürchtegott Gellert verwertete die Moral-Sense-Theorie für sein Konzept einer Bildungselite, der die Aufgabe zufalle, als Avantgarde des moralischen Fortschritts die Ausbildung eines allgemeinen ästhetischen und moralischen Geschmacks voranzutreiben. Außergewöhnliche Geistes- und Seelengröße sei die Frucht der Kultivierung des moralischen Empfindens, das Gellert mit dem ästhetischen gleichsetzte.
Das von den Critischen Nachrichten popularisierte Bild von Shaftesburys Gedankenwelt prägte auch die Rezeption in der zweiten Generation seiner Berliner Leser, die nach der Jahrhundertmitte hervortrat. Zu ihr gehörten der junge Gotthold Ephraim Lessing, der an den Critischen Nachrichten mitarbeitete, Moses Mendelssohn und Friedrich Nicolai. Diese Autoren rückten die kunsttheoretischen und ästhetischen Aspekte gegenüber den zuvor dominierenden moralischen stärker ins Blickfeld. Gemeinsam redigierten die drei Aufklärer die Zeitschrift Bibliothek der schönen Wissenschaften und der freyen Künste. Dort publizierten sie 1757 eine wohl von Nicolai stammende Übersetzung der kunstphilosophischen Abhandlung Shaftesburys über das Urteil des Herkules. In seiner Einleitung zu dieser Veröffentlichung polemisierte Nicolai gegen eine ältere, in Gottscheds Umfeld entstandene und von ihm veröffentlichte Übersetzung des Werks, die von Fehlern entstellt sei. Zugleich wandte er sich gegen den Kunstbegriff des Leipziger Kreises um Gottsched, der die Malerei herabwürdige und Shaftesburys Anliegen verfälsche.
Mendelssohns Verehrung für Shaftesbury zeigt sich in seinen frühen Arbeiten durchgehend. Sein Verhältnis zu dem Vorbild war von Bewunderung und spielerischer Konkurrenz bestimmt, einer Haltung, die er mit der Bemerkung ausdrückte, The Moralists gefalle ihm recht gut, „aber so etwas kann ich auch machen“. Mit seinen formal an die Moralists anknüpfenden, 1755 publizierten Briefen über die Empfindungen wollte Mendelssohn erproben, inwieweit die Einkleidung philosophischer Gedanken in eine ansprechende literarische Form für seine Zwecke tauglich war.
Christoph Martin Wieland kam über Bodmer mit der Gedankenwelt Shaftesburys in Kontakt und beschäftigte sich dann lebenslang mit dem Frühaufklärer. Er zählte ihn neben Xenophon, Plutarch und Horaz zu den auserlesenen Schriftstellern. Wieland griff die Idee des moralischen Sinnes auf und teilte Shaftesburys Überzeugung, dass moralische und ästhetische Bewusstseinsinhalte nicht voneinander zu trennen seien. Gemäß dieser Sichtweise befand er, ein unterentwickelter Schönheitssinn sei ein Anzeichen für ein mangelhaft ausgebildetes moralisches Urteilsvermögen. Shaftesburys Theorie des moral sense war für Wieland die Grundlage seiner Forderung, dass die Schriftsteller als gebildete und tugendhafte Elite eine besondere Verantwortung zu übernehmen hätten. Ihnen falle die Aufgabe zu, als Volkserzieher den allgemeinen Geschmack zu prägen und damit den moralischen Zustand der gesamten Gesellschaft zu verbessern. Später distanzierte sich Wieland allerdings von dieser Position seiner Jugendzeit und beurteilte die Moral-Sense-Theorie wesentlich skeptischer. Goethe hob in seinem Nachruf auf Wieland dessen besondere Nähe zu Shaftesbury hervor: „An einem solchen Manne fand nun unser Wieland […] einen wahrhaften älteren Zwillingsbruder im Geiste, dem er vollkommen glich, ohne nach ihm gebildet zu sein.“
Zurückhaltender fiel jedoch Goethes eigenes Urteil über die Leistung des Briten aus. Er lobte ihn als trefflichen Denker, der aber das als richtig Erkannte nicht habe in die schöpferische Tat umsetzen können. Goethe meinte, Wieland habe als Schriftsteller und Dichter das verwirklicht, was sein „Zwillingsbruder“ gefordert hatte.
Auf Johann Gottfried Herder machte Shaftesburys Bildungsidee einen tiefen Eindruck. Er bewunderte ihn als Verkörperung eines edlen Lebensideals und zitierte ihn oft. Im Jahr 1800 veröffentlichte er unter dem Titel Naturhymnus seine poetische Übersetzung einer Passage aus The Moralists, in der die Schöpfung verherrlicht wird. In zwei Nummern seiner Zeitschrift Adrastea empfahl er dem Publikum einige Grundgedanken des Lords. Bei der Behandlung der Tugendlehre betonte er die Einheit des moralischen Gefühls mit der Vernunft. Außerdem ging er auf wit and humour – in seiner Übersetzung Geist und Frohsinn – ein. Er befand, diese Qualitäten seien in dem von Shaftesbury gemeinten Sinn zu begreifen; dann seien sie „Würze und Blüthe des Lebens“ und für die Bildung unentbehrlich.
Das Interesse Immanuel Kants galt hauptsächlich dem moralphilosophischen Werk. Seinem Verständnis zufolge kommt der moral sense der Tugend dadurch nahe, dass er sie um ihrer selbst willen schätzt und nicht um eines Vorteils willen. Nach diesem Gesichtspunkt urteilte Kant, unter den bisherigen Philosophen seien Shaftesbury, Hutcheson und Hume „in der Aufsuchung der ersten Gründe aller Sittlichkeit“ am weitesten gelangt, wenngleich ihre Versuche „unvollendet und mangelhaft“ seien. Shaftesbury sei jedoch zu tadeln, weil er der Lust und Unlust Relevanz für die Moralität zugesprochen habe. Darin sei er, wenngleich in weitem Abstand und nur bis zu einem bestimmten Punkt, der höchst verwerflichen Lehre Epikurs gefolgt.
In Sinne der Stoßrichtung dieser Kritik äußerte sich auch Friedrich Schleiermacher. Er war zwar in religiöser Hinsicht von Shaftesburys Gedankengut beeinflusst, verwarf aber seine Ethik, die „englische Moral“. Diese reihte er unter die unannehmbaren „Systeme der Lust“ ein, in denen das Handeln nicht Selbstzweck, sondern Mittel zum Lustgewinn sei und die Tugend nur als Mittel zur Glückseligkeit gelte. Nicht die Handlung selbst, sondern die Beziehung auf das Handeln im Gefühl werde zum Maßstab des Sittlichen gemacht. Das moralische Urteil werde von der Handlung abgekoppelt, statt ihr als Bestimmungsgrund innezuwohnen.
Scharf ablehnend nahmen die christlichen Kritiker Stellung, die den ganzen Ansatz Shaftesburys als glaubenswidrig verurteilten. Dass sein Weltbild den konventionellen Glauben gefährdete, wurde auch im aufklärerischen Milieu vermerkt; so nannte ihn Lessing ironisch den gefährlichsten Feind der Religion, weil er der feinste sei. Vehemente Kritik übten fundamentalistische Theologen wie Johann Lorenz Mosheim und Christoph Matthäus Pfaff. Sie verwarfen das Konzept der natürlichen Religion als einen deistischen Angriff auf die Glaubenswahrheit. In biblisch orientierten Kreisen wurde der Aufklärer als Feind der Offenbarung wahrgenommen und bekämpft. Der christliche Aufklärungskritiker Johann Georg Hamann befand, Shaftesbury habe für seinen Unglauben und Missglauben einen Schleier gewoben, den er, Hamann, sich nun borge. Mit dem Schleier meinte er die Ironie, die Shaftesbury als geeignetes Mittel zur Bloßstellung religiöser Schwärmerei empfohlen hatte. Diese Vorgehensweise bei der skeptischen Prüfung angeblicher Gewissheiten eignete sich Hamann an, um sich ihrer im Kampf gegen ihren Urheber zu bedienen.

### Moderne
In der Moderne haben Shaftesburys Ideen in philosophischen Fachkreisen wenig Widerhall gefunden. Wegen seiner unsystematischen Vorgehensweise und seiner bewussten Distanz zum akademischen Betrieb wird er nicht als Fachphilosoph im strengen Sinne betrachtet, eher als philosophierender Schriftsteller. Starkes Interesse bringt ihm hingegen die kulturhistorische Forschung entgegen. Er wird als einer der bedeutendsten und wirkungsvollsten Moralisten des 18. Jahrhunderts gewürdigt.

#### Philosophische Stellungnahmen
Der britische Philosoph William Whewell (1794–1866) plädierte in seiner Auseinandersetzung mit dem Utilitarismus für eine aus Prinzipien begründete Moral, wobei er das Konzept des moral sense mit Berufung auf dessen Urheber aufgriff.
Wilhelm Dilthey (1833–1911) beschrieb und würdigte Shaftesburys Denkweise. Er charakterisierte den Standpunkt des Frühaufklärers als „panentheistischen Monismus“. Mit seiner Bejahung des Lebens, der Natur und der Welt habe der Lord das metaphysische Denken der Renaissance fortgesetzt und zu einer Weltformel gestaltet. Wie Giordano Bruno und Baruch de Spinoza habe Shaftesbury dieses Denken zu einem Höhepunkt geführt. Er habe die Vertiefung in sich selbst mit der Betrachtung des Universums verbunden und so einen Fortschritt über den bereits vorhandenen objektiven Idealismus hinaus erzielt, indem er „die Verwandtschaft des Vorganges von Gestaltung, in welchem der vollkommene Charakter entsteht, mit der gestaltenden Kraft der Natur selbst“ erfasst habe. Die Philosophie seiner Zeit sei ihm zwecklos erschienen, weil sie „für sein Lebenswerk, die Ausbildung seiner Seele, nichts beitragen konnte“.
Ernst Cassirer (1874–1945) schätzte Shaftesbury sehr und untersuchte seine geistesgeschichtliche Bedeutung eingehend. Nach Cassirers Worten durchdringt sich im Werk des englischen Philosophen die reine Ideenphilosophie des neuzeitlichen Platonismus mit dem Gehalt des modernen Naturgefühls. Die daraus hervorgehende allgemeine Ansicht des Universums und des Lebens tritt in der rhapsodischen Form seiner Schriften in freiester künstlerischer Gestaltung und im Glanz eines neuen philosophischen Stils hervor. Shaftesbury war – so Cassirer – „der erste große Ästhetiker, den England hervorgebracht hat“, und ein Verfechter des Humors als „befreiende, lebenspendende und lebensgestaltende Potenz der Seele“. In der Ästhetik als Lehre vom Schönen sah er den Abschluss und die konkrete Erfüllung der Philosophie. Seiner Sichtweise zufolge wird die Wahrheit des Kosmos im Phänomen der Schönheit gewissermaßen zum Sprechen gebracht, und der Mensch erzeugt durch das Medium des Schönen den reinsten Einklang zwischen sich selbst und der Welt. Dabei fällt die Schranke zwischen der Welt des „Inneren“ und der des „Äußeren“. In der Anschauung des Schönen vollzieht sich eine Wendung von der Welt des Geschaffenen zur Welt des Schöpferischen. Shaftesburys Ästhetik spricht noch einmal die allgemeine Voraussetzung aus, auf der auch sein Naturkonzept und seine Theorie der Sittlichkeit ruhen: die Überzeugung, dass der Einzelne das Ganze in reiner Hingebung erfassen und umfassen kann, weil er als dessen Bestandteil mitten darin steht und damit eins ist. Cassirer betonte die Bedeutung eines solchen Aktes der Betrachtung und Hingabe für Shaftesburys Kunstverständnis, dem zufolge diese Herangehensweise den Grund sowohl für alles künstlerische Schaffen als auch für jeden Kunstgenuss legt.

#### Kulturgeschichtliche Forschung
Die im 19. Jahrhundert lange vernachlässigte Erforschung von Shaftesburys Werk und Nachwirkung intensivierte sich im Lauf des 20. Jahrhunderts. Seit der vorletzten Jahrhundertwende hat eine Fülle von Einzeluntersuchungen – neben zahlreichen Aufsätzen auch eine Vielzahl von Monographien – die mannigfaltigen Facetten des Œuvres ins Blickfeld gerückt. Ein gewichtiger Anteil wurde von der deutschsprachigen Forschung beigesteuert, wobei Oskar Walzel ab 1909 eine Pionierrolle spielte. Walzel prägte das stark nachwirkende Bild von Shaftesbury als Vorläufer und Anreger der deutschen Genieästhetik und der damit zusammenhängenden Prometheus-Rezeption. Dieser Befund gilt aber heute als überholt.
Unter den Spezialisten im englischsprachigen Raum haben sich vor 1980 Benjamin Rand, William E. Alderman, Alfred Owen Aldridge und Ernest Tuveson besonders hervorgetan, später Robert B. Voitle mit seiner wegweisenden Shaftesbury-Biographie (1984) und Lawrence E. Klein mit seiner Analyse des sozialen und politischen Hintergrunds (1994). Einen bedeutenden Beitrag zur Erschließung des Materials leistet die seit 1981 in Stuttgart erscheinende kritische Gesamtausgabe, die „Standard Edition“ (SE), die auch deutsche Übersetzungen umfasst. Die Bedeutung des Frühaufklärers für die Moralphilosophie, Religionsgeschichte, Ästhetik und Kunsttheorie, seine Rolle als politischer Impulsgeber, seine Theorie und Praxis des Dialogs und die vielfältigen Nachwirkungen seiner Anregungen werden in der neueren Fachliteratur gründlich beleuchtet.
Besonderes Interesse gilt der philosophiegeschichtlichen Einordnung. Dabei haben sich seit Beginn des 20. Jahrhunderts vier Interpretationsrichtungen herausgebildet. Von diesen sieht eine in Shaftesbury einen neuzeitlichen Stoiker, der maßgebliche Impulse von der antiken Stoa empfangen habe. Diese These ist von Benjamin Rand, Esther A. Tiffany und Alfred O. Aldridge vorgetragen worden, aber auch auf Widerspruch gestoßen. Eine andere Richtung – Oskar Walzel, Ernst Cassirer u. a. – betrachtet ihn in erster Linie als Platoniker und betont seine Rolle als Vermittler neuplatonischen Denkens. Auch diese Einordnung ist umstritten. Der dritten Deutung zufolge war er ein Neuerer, der die Ethik ästhetisierte und mit der Betonung der emotionalen Reaktionen den rationalen Ethikdiskurs zurückdrängte. An diese Interpretation knüpft die von Erwin Wolff dargelegte vierte an. Sie legt besonderes Gewicht auf Shaftesburys Abneigung gegen Spekulation und Systematik und erinnert daran, dass er sich ganz auf das praktische Ziel optimaler Lebensgestaltung ausrichtete und seine Anliegen literarisch vermittelte. Daher passe sein Denken in kein Schema ideengeschichtlicher Einflüsse.
Der moral sense als Urteilsvermögen in dem von Shaftesbury geprägten Sinn findet in der neueren Forschung verstärkte Beachtung, insbesondere wegen der breiten Wirkung dieses Konzepts auf Literaten, Künstler und Theologen der Aufklärungszeit. Gewürdigt wird die Schlüsselrolle des Frühaufklärers für die Entwicklung der Anthropologie, vor allem unter dem Gesichtspunkt einer von ihm herausgearbeiteten optimistischen „Rehabilitierung der Sinnlichkeit“ gegenüber den zuvor dominierenden asketischen und pessimistischen Strömungen.

## Textausgaben und Übersetzungen
- Gerd Hemmerich, Wolfram Benda, Christine Jackson-Holzberg u. a. (Hrsg.): Anthony Ashley Cooper, Third Earl of Shaftesbury: Standard Edition. Sämtliche Werke, Briefe und nachgelassene Schriften. Frommann-Holzboog, Stuttgart-Bad Cannstatt 1981 ff., ISBN 3-7728-0743-7 (kritische Edition mit deutschen Übersetzungen; bisher 14 Bände erschienen - von ca. 20 Bänden insgesamt)
- Rex A. Barrell (Hrsg.): Anthony Ashley Cooper, Earl of Shaftesbury (1671–1713) and ‘Le Refuge Français’-Correspondence (= Studies in British History. Band 15). The Edwin Mellen Press, Lewiston u. a. 1989, ISBN 0-88946-466-9 (Edition von Shaftesburys Briefwechsel mit Pierre Bayle, Jacques Basnage, Jean Le Clerc, Pierre Coste und Pierre des Maizeaux)
- Wolfgang H. Schrader (Hrsg.), Max Frischeisen-Köhler (Übersetzer): Shaftesbury: Ein Brief über den Enthusiasmus. Die Moralisten. 2. Auflage. Meiner, Hamburg 1980, ISBN 3-7873-0511-4 (nur Übersetzung)
- Karl-Heinz Schwabe (Hrsg.), Ludwig Heinrich Hölty, Johann Lorenz Benzler (Übersetzer): Anthony Earl of Shaftesbury: Der gesellige Enthusiast. Philosophische Essays. Beck, München 1990, ISBN 3-406-34348-1 (nur Übersetzungen; enthält: Ein Brief über den Enthusiasmus, Die Moralisten, Untersuchung über die Tugend, Sensus Communis)